# Religión minoica

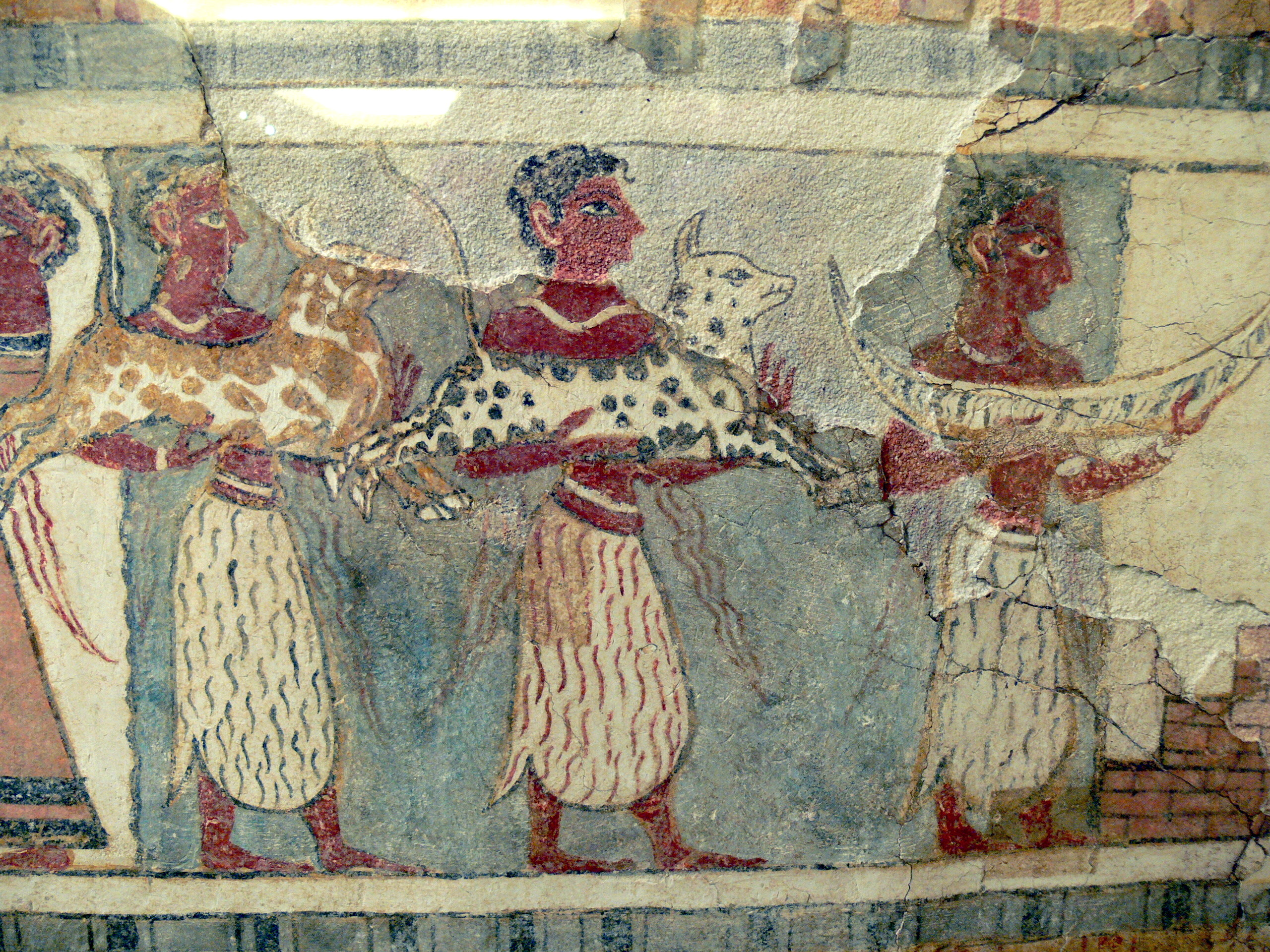
Fieles llevando ofrendas del sarcófago de Hagia Triada, periodo neopalacial.

La religión minoica se corresponde con los cultos practicados por la civilización minoica en Creta. Es una religión animista orientada al culto a la vegetación. Esto se percibe especialmente a través de los dioses y diosas que mueren y renacen cada año, y los usos simbólicos del toro o su cornamenta, serpientes y palomas. A pesar de que haya desaparecido con la llegada de los aqueos y los dorios de Grecia, dejó rasgos importantes en los mitos del panteón de la Grecia Clásica.

## El panteón minoico

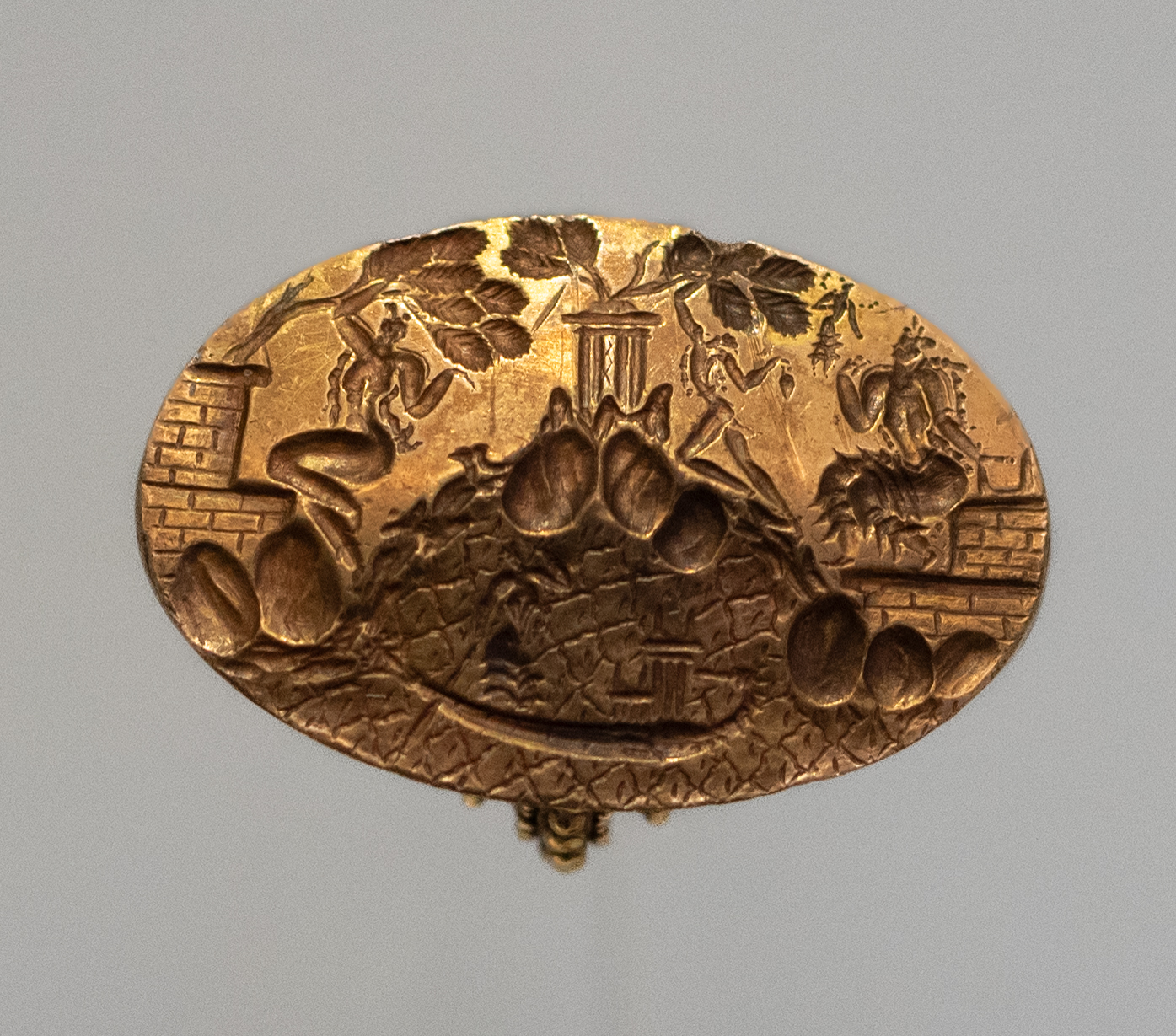
"Anillo de Minos", probablemente de Cnosos, del periodo prepalacial tardío

### El ciclo de la vegetación
Los minoicos personificaban la vegetación como la figura de un niño divino o un dios joven que muere y renace cada año. De la misma forma, el poder de creación de la naturaleza se personifica en las características de la diosa madre, representada en el arte minoico como una mujer que carga a su hijo en brazos y como la esposa del dios joven. Este matrimonio sagrado simboliza la fertilidad de la tierra. Las escenas en el sarcófago de Hagia Triada son una representación simbólica del final del invierno y el comienzo de la primavera: la muerte y la resurrección de la naturaleza, representada con la vida y la muerte. El joven dios no es el único conocido en las religiones prehelénicas. Los prehelénicos, según parece, también creían en la muerte y la resurrección de una diosa madre de la vegetación. La diosa madre de Eleusis y su hija probablemente tenían orígenes prehelénicos, debido a la relación entre sus mitos y la cultura de los cereales; fueron introducidas en la antigua Grecia mucho antes de que llegaran los pueblos helénicos.
Algunas diosas como Dictina y Britomartis son conocidas incluso después del final de la cultura minoica. Se cree que la primera está asociada con lo montes Dikti, y que el nombre de la segunda significa "dama dulce", que es probablemente un epíteto de la diosa joven. Velcanos y Jacinto son nombres de dioses mortales, como Ariadna, que a pesar de ser un nombre indoeuropeo, es una diosa que, al igual que las demás citadas, muere y renace cada año.

### La Diosa madre

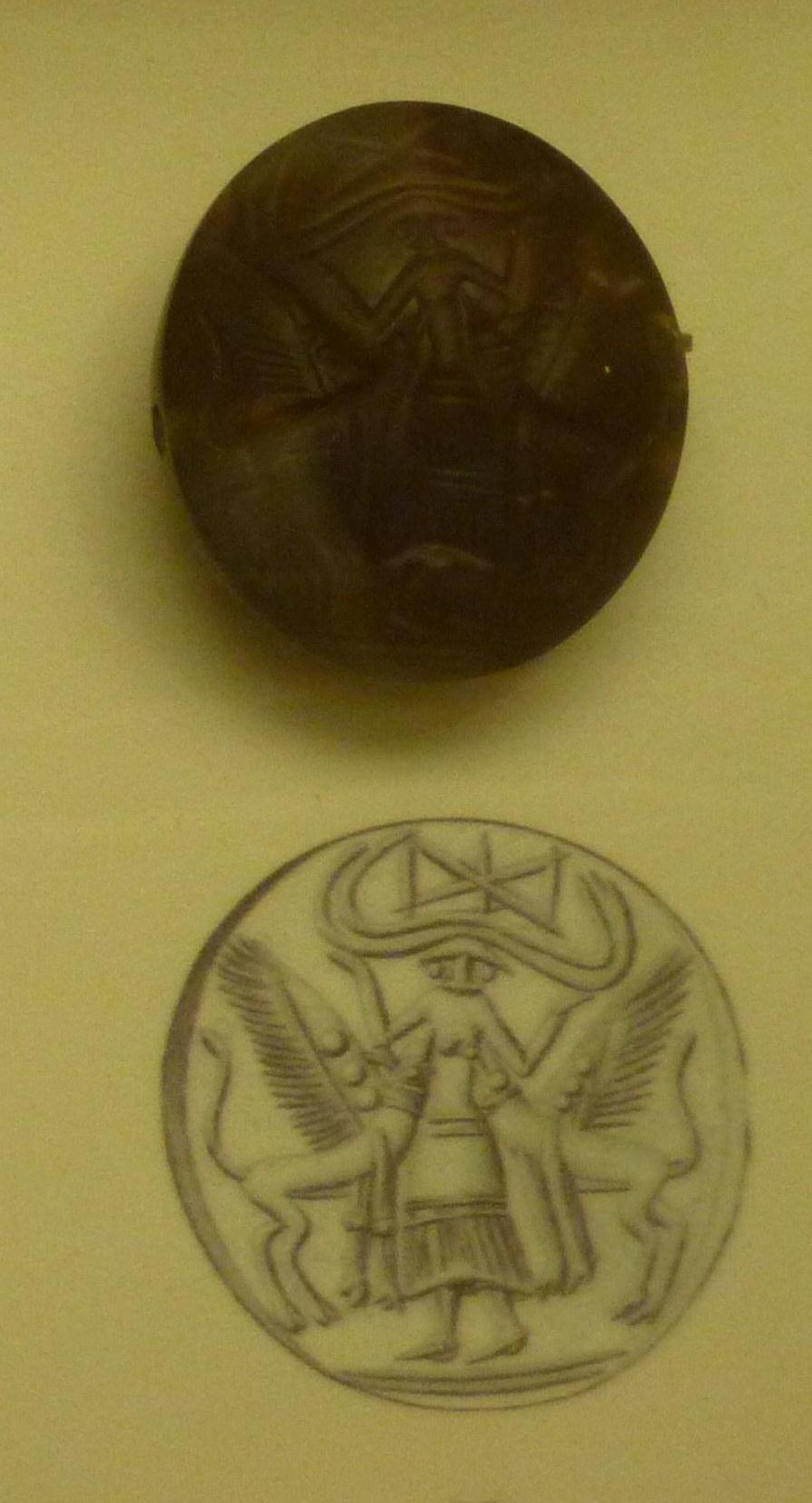
Sello de ónix representando a la diosa de los animales, cercada por dos grifos. Cnosos, periodo neopalacial (1450 a.C.)

Evans sentía que no era posible separar las figuras femeninas neolíticas de las que fueron encontradas en los templos y altares, representado lo que el consideró como "la gran madre minoica". Esta diosa madre fue la concepción de divinidad más antigua conocida. Las divinidades femeninas prehelénicas asumen numerosas y variadas formas, lo que hace casi imposible saber si se trata de distintas diosas o si alguna es la misma representada de distintas formas. Cuando representa a la madre de las montañas o los animales, la diosa aparece en la cima de una montaña entre leones. Otras veces aparece como una diosa de los árboles, con serpientes, palomas o amapolas. Puede tomar la forma de una guerrera que porta una espada y un escudo, y como una diosa del mar representada durante el viaje de un navío. Las interpretaciones de estas imágenes son variadas: la serpiente, o la diosa con su forma, como un símbolo subterráneo; las palomas como emblema de una diosa celestial y las amapolas como símbolo de que es una diosa que calma a los niños.
Nanno Marinatos interpreta la iconografía minoica en la que aparecen representaciones de diosas en relación con la de otros reinos del Mediterráneo Oriental, y llega la a conclusión de que la diosa principal de los minoicos era una diosa del Sol.

### Monoteísmo dualista
La civilización minoica da la impresión de haber sido una sociedad matriarcal, y durante mucho tiempo se consideró que no tenían dioses masculinos en su religión. Sin embargo no se descartan las hipótesis sobre la existencia de dioses masculinos. También se admite que los minoicos concebían una diosa madre amante o hija, consecutiva o simultáneamente. Para muchos investigadores existía un dios joven, un ancestro del Zeus de la Grecia clásica. Teniendo en cuenta todas las historias atribuidas a la crianza de Zeus en Creta, esto podría ser un indicio de creencias y prácticas muy antiguas de un dios viril mucho más antiguo que el Zeus descrito por Hesíodo. Este dios aparece representado vestido como un domador de fieras, armado con un arco y con un león a su lado. A veces también se le representaba acompañado por un ciervo, un demonio que carga un vaso para la ofrenda de libación o un grifo. No se conoce su nombre minoico, lo que dificulta establecer su relación con algún dios griego. Para Nanno Marinatos, se trataba de un dios de la tormenta y era hijo de la diosa solar.

### Demonios y otras criaturas
En las representaciones de las escenas rituales surgen al lado de los dioses varias criaturas que podrían representar a los espíritus de la vegetación. Para Alexiou el origen de estos personajes puede seguirse hasta los ritos mágicos, con la presencia de hombres con máscaras de animales. Aparentemente estas criaturas servían al dios joven en la adoración y el transporte de los vasos para el acto de la libación en el lugar o en una diosa sagrada a la que se representaba sentada en un trono.

## Símbolos sagrados

### Cornamentas de consagración

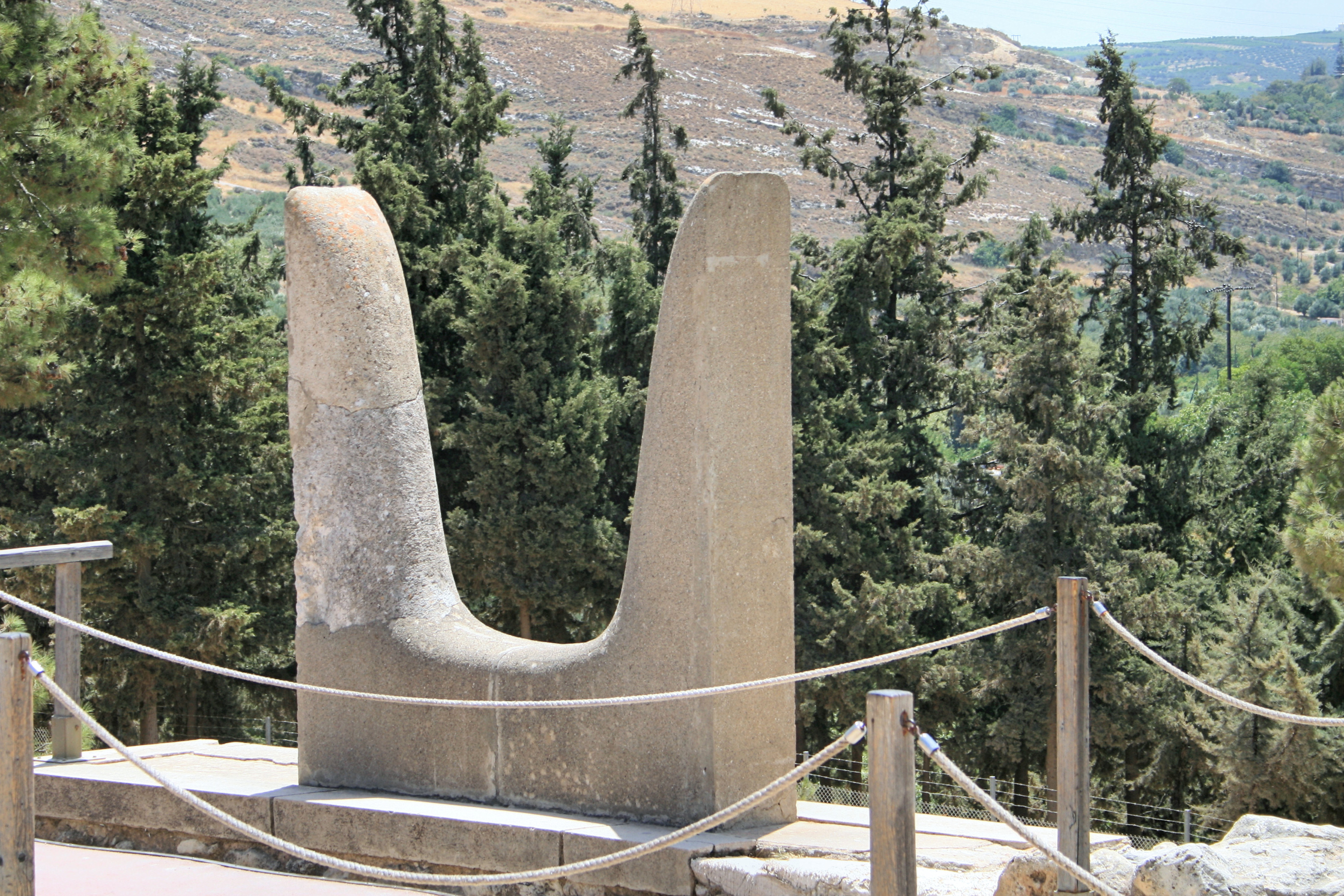
Réplica de la cornamenta de consagración encontrada por Evans en Cnosos.

Las manifestaciones simbólicas de los dioses a través de objetos relacionados con su culto son más relevantes para los minoicos que las representaciones directas de los mismos. Uno de los símbolos más sagrados, o más comunes, son las «cornamentas de consagración». A veces las cornamentas están asociadas a los labrys, los ramos o los vasos de libación. Se ha sugerido que son la representación de la cornamenta de un toro o bien de los picos de una montaña sagrada.
Dichas cornamentas pueden estar representadas en cualquier tamaño, habiendo modelos tanto en yeso como arcilla o piedra. No existe una forma única y exclusiva de representarlos; sus formas cambian según la representación: algunas son más gruesas y macizas que otras. Estas diferencias en sus representaciones no dependen del momento en que fueron realizadas, ya que se han visto diferentes tipos en lugares y épocas similares. Las representaciones con cornamentas datan de toda la época minoica, siendo la  mayoría del Minoico Reciente II y III.
Uno de los ejemplares más notables es la cornamenta con hachas dobles de Cnosos, donde dos pares realizados con estuco fueron encontrados in situ con los ídolos. Entre cada cuerno hay una ranura, que nos indica que quizás tenía algo insertado, como un hacha doble. En el mismo lugar se encontró un hacha doble hecha en piedra de jabón, pero era demasiado pequeña para encajar ente los cuernos. Este importante descubrimiento permitió una mejor comprensión del empleo y localización de los símbolos de los cultos minoicos. También se encontró en Cnosos otro par de más de 1.80 metros de altura, cerca de la entrada sur. Un gran par de estos, hechos en yeso, se encontró en un pequeño palacio de Niru Jani, datado en el Minoico Reciente, cerca de unas escaleras que formaban parte de la plataforma en la que se colocaron los cuernos. Se han encontrado otros en lugares más cercanos a altares, como en Rusólakos, donde aparecieron dentro de un almacén.
En la gruta de Patsos se encontraron un tipo particular de cuernos de arcilla, decorados con líneas. Lo que tenía de extraño era un tercer cuerno en el centro, desprovisto de decoración. Se encontraron otros dos pares en Patsos y otro en Hagia Triada. En las esculturas se encontraron varias perforaciones, seguramente realizadas para que la arcilla no se quebrara durante la cocción.

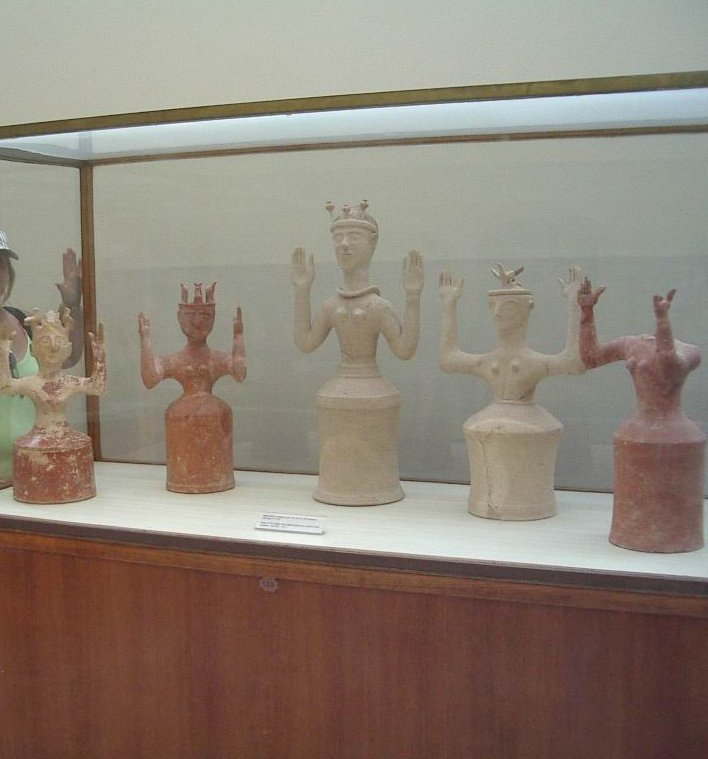
Ejemplo de diosas levantando los brazos con la forma de la cornamenta de la consagración

Un píxide de talco encontrado en Cnosos mostraba un par de cornamentas dibujadas en unos sillares. Muchas veces se encontraban objetos entre los cuernos. Solo en una ocasión, en la caverna de Psicro, se encontró este objeto como una ofrenda de sacrificio, algo para lo que todavía no se dispone de ninguna explicación concluyente. En todos los otros casos de cornamentas encontradas, los objetos que las acompañaban eran labrys, ramos o vasos de libación, como en los que fueron encontrados en Vafio. Los ejemplos de cornamentas con ramos entre ellas son a menudo más reveladores, ya que retratan claramente actos religiosos. Una piedra del monte Ida, en Creta, muestra un grabado con una mujer levantada que porta una concha frente a un par de cornamentas con ramos. Un vaso de piedra encontrado en Vafio retrata a genios derramando libaciones de los ramos colocados entre las cornamentas. Esta conexión entre las cornamentas y los ramos sagrados puede explicar porque se transformaron en motivos vegetales en las dos piedras con grabados, expuestas en el Museo Británico.
Las cornamentas de consagración podrían tener su origen en Egipto, donde, a pesar de algunos pormenores, también hay una clara tendencia a atribuir a ciertos objetos la simbología de una divinidad. Existen similitudes entre la forma en que algunos ídolos levantan los brazos y la forma en que se dibujaban las cornamentas, lo que nos lleva a su comparación con algunas figuras predinásticas de Egipto. Esto puede simbolizar el culto a una diosa madre en forma de vaca, tanto en Egipto como en Creta.

### Labrys

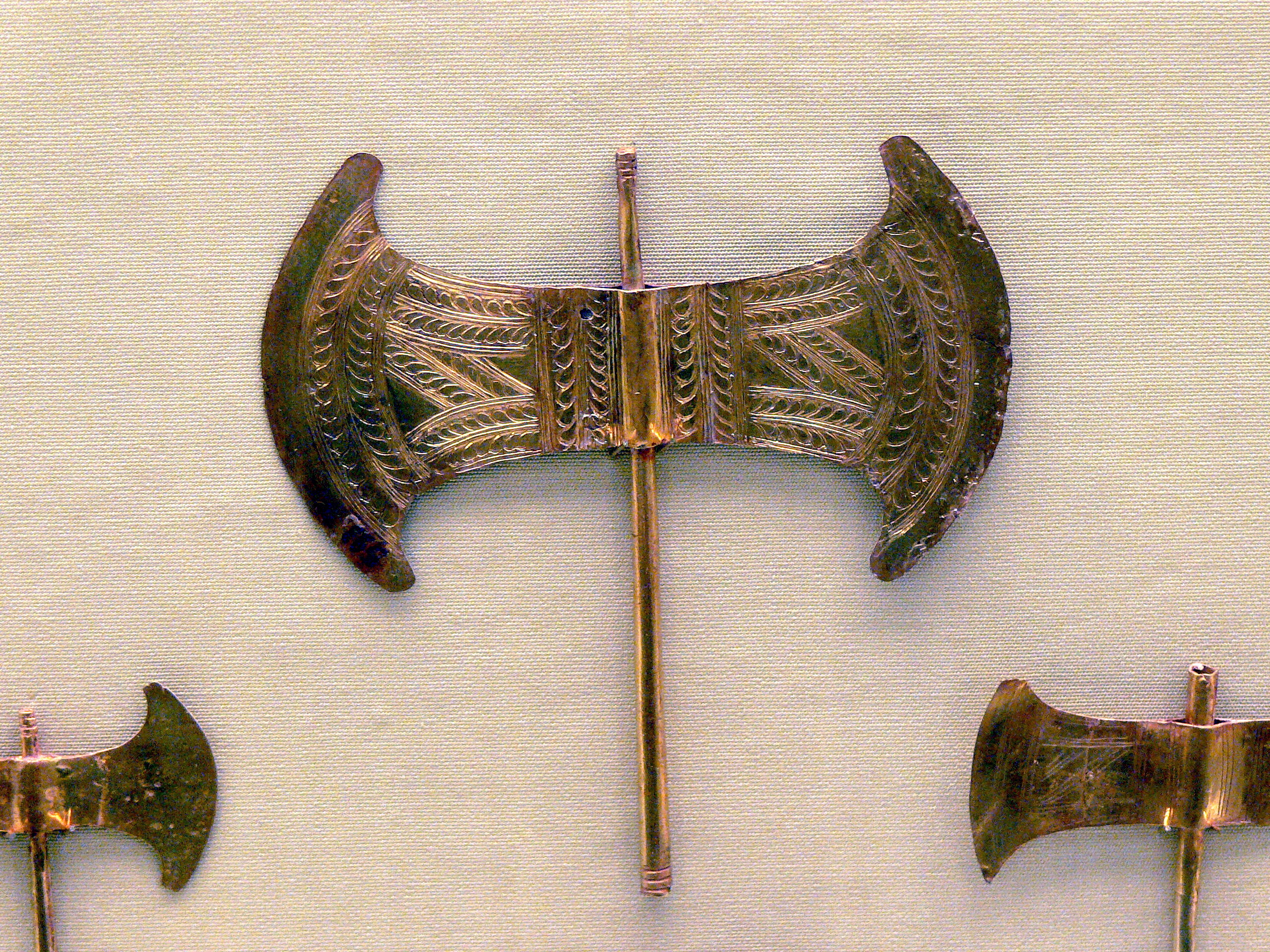
Pequeños labrys realizados en oro

La simbología de las hachas dobles, o labrys, es de gran importancia en la cultura minoica. Es un elemento que se empleaba para uso cotidiano, pero muchos de los que se han encontrado no fueron hechos para ello, sino como representación simbólica. Se han encontrado labrys de piedra blanda y plomo, algunos de gran tamaño, mientras que otros tienen un tamaño tan reducido que su mástil medía poco más que un alfiler, lo cual hacía que su uso fuera imposible. Incluso en su forma son diferentes a las de uso cotidiano, con laminas más largas,  finas y degradadas en semicírculos o con las láminas dobladas, formando ejes cuádruples. Los labrys sagrados estaban más ornamentados, con patrones lineales a lo largo de sus bordes y líneas diagonales en su centro.
Los ejemplares más antiguos encontrados hasta ahora, hechos de plomo y cobre, provienen de los túmulos del Minoico Antiguo II de Mojlos, uno de ellos de apenas 7,5 cm². La mayor concentración se estos fue encontrada en Arkalojori y Psicro. Los 18 labrys restantes fueron encontrados in situ en nichos de estalactitas. Todas la laminas están muy curvadas y algunos se encontraron con una sola lámina de bronce, mientras que otros están formados por dos pedazos de metal sujetos por ribetes. Las hachas dobles colocadas en bases piramidales truncadas adornaban varias zonas del palacio de Cnosos. La gran repetición de estos emblemas podría explicar la denominación de "laberíntico" para describir el palacio. Labrys es una palabra cuyo origen está en el idioma anatólico y tal vez en minoico también significaba hacha doble. La palabra labyrinthos significa palacio con hachas dobles.

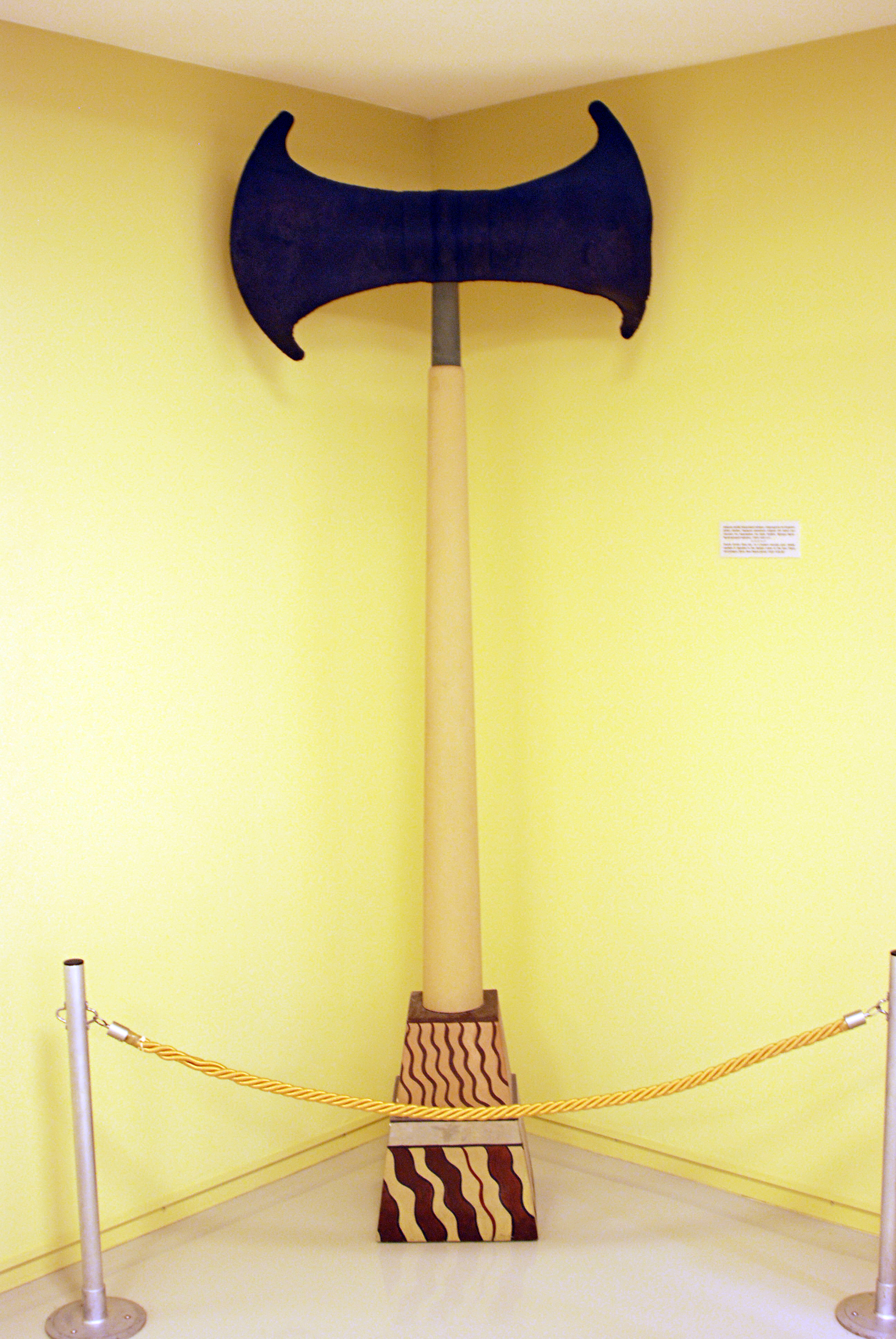
Reconstrucción de un hacha doble con su característica base doble

Las hachas dobles en frescos o grabados están datadas en el Minoico Medio III o el Minoico Reciente, a excepción de una representación en un vaso del Minoico Antiguo. Se han visto representaciones de hachas de un solo filo, pero las más comunes eran las de doble filo. Este modelo de doble filo es fácilmente apreciable en el sarcófago de Hagia Triada, en la fachada que representa una libación, donde vemos que las hachas también tenían decoración de líneas transversales en el interior de sus láminas. Del otro lado del sarcófago vemos otra lámina de hachas dobles, con diseños de espirales en su cara interna. Se ha encontrado estos apéndices de espirales en dos vasos del Minoico Reciente I, provenientes de Psira.
Algunos arqueólogos, entre ellos Evans, reconocieron las hachas en los motivos denominados "de mariposa" en un vaso. Estas "mariposas" son triángulos invertidos que se tocan en sus extremidades, a pesar de tener una base paralela.
El uso del hacha doble en los cultos minoicos está particularmente bien representado en el sarcófago de Hagia Triada. Los labrys están fijados en largos postes sobre una base. En la escena del sarcófago podemos ver dos tipos de base: la primera está nivelada y consiste en dos bloques cuadrados de piedra cuya forma sugiere que estas son dos conos sobreexpuestos y la segunda parece estar compuesta por apenas una pieza decorada con alternancia de cuadrados rojos y blancos. A partir de estas indicaciones se identificaron varias bases que probablemente habían servido para sostener hachas dobles. Las hachas dobles del sarcófago de Hagia Triada siempre están colocadas en la cima de altos postes, coronadas con aves. A su alrededor se ven escenas de libación, en un vaso colocado entre los pilares de las hachas de la cara norte, lo que nos indica que las hachas se consideraban objetos de rituales en los ritos minoicos. Casi todos los arqueólogos admiten que el hacha doble es el símbolo de una deidad.

### Nudo

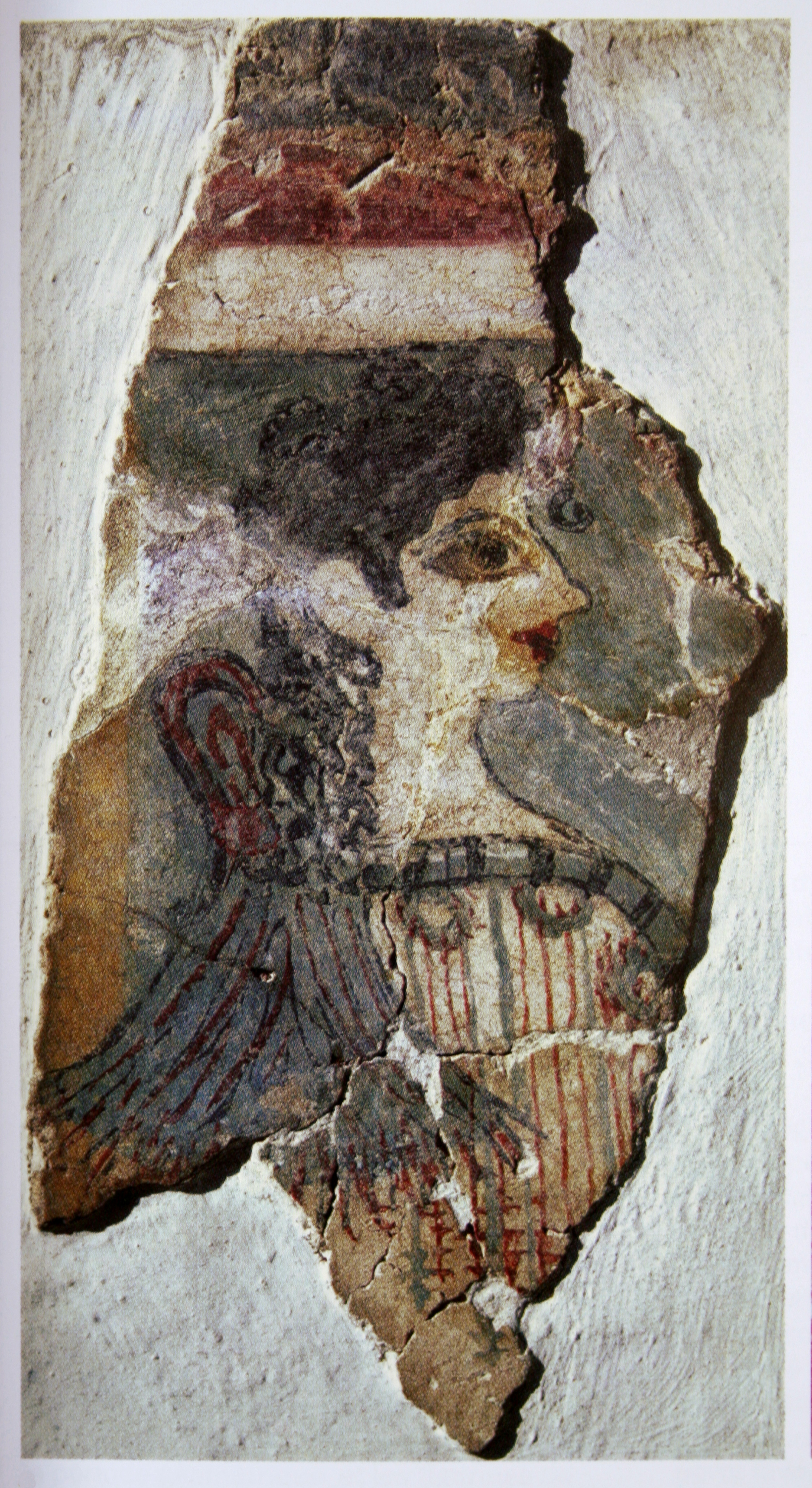
Fresco de "La parisienne", encontrado en Cnosos

Otro símbolo asociado al hacha doble fue el nudo sagrado. Una tira de paño amarrado en medio, con las dos puntas sueltas colgando. Fue usado como motivo decorativo en la cerámica y en algunos frescos, como "La Parisienne" de Cnosos. Para los egipcios los nudos tenían una fuerza protectora y la diosa Isis tenía como símbolo un nudo parecido al de los minoicos.
En la zona suroeste de Cnosos se descubrió un nudo de marfil en una casa. Evans ya consideraba los nudos como objetos sagrados, y Persson los atribuía a símbolos ligados a alguna divinidad.

### Otros símbolos
En los santuarios y los túmulos también se encontraron mazos de piedra, con cabo de madera y bolas de martillo en ambas extremidades. Generalmente estaban representados con sacerdotes y servían, probablemente, como cetros después de haber sido usados para el sacrificio, igual que las hachas dobles. Aparte de estos también había piezas de armaduras, escudos y cascos, vistos como símbolos de la diosa o como una manifestación de su representación como guerrera. Otros símbolos, como la cruz y sus variantes (estrellas y esvásticas circulares), fueron encontradas frecuentemente en sellos y en ocasiones una en forma de "X" entre las cornamentas de un toro.

## Lugares de culto

### Grutas y cuevas

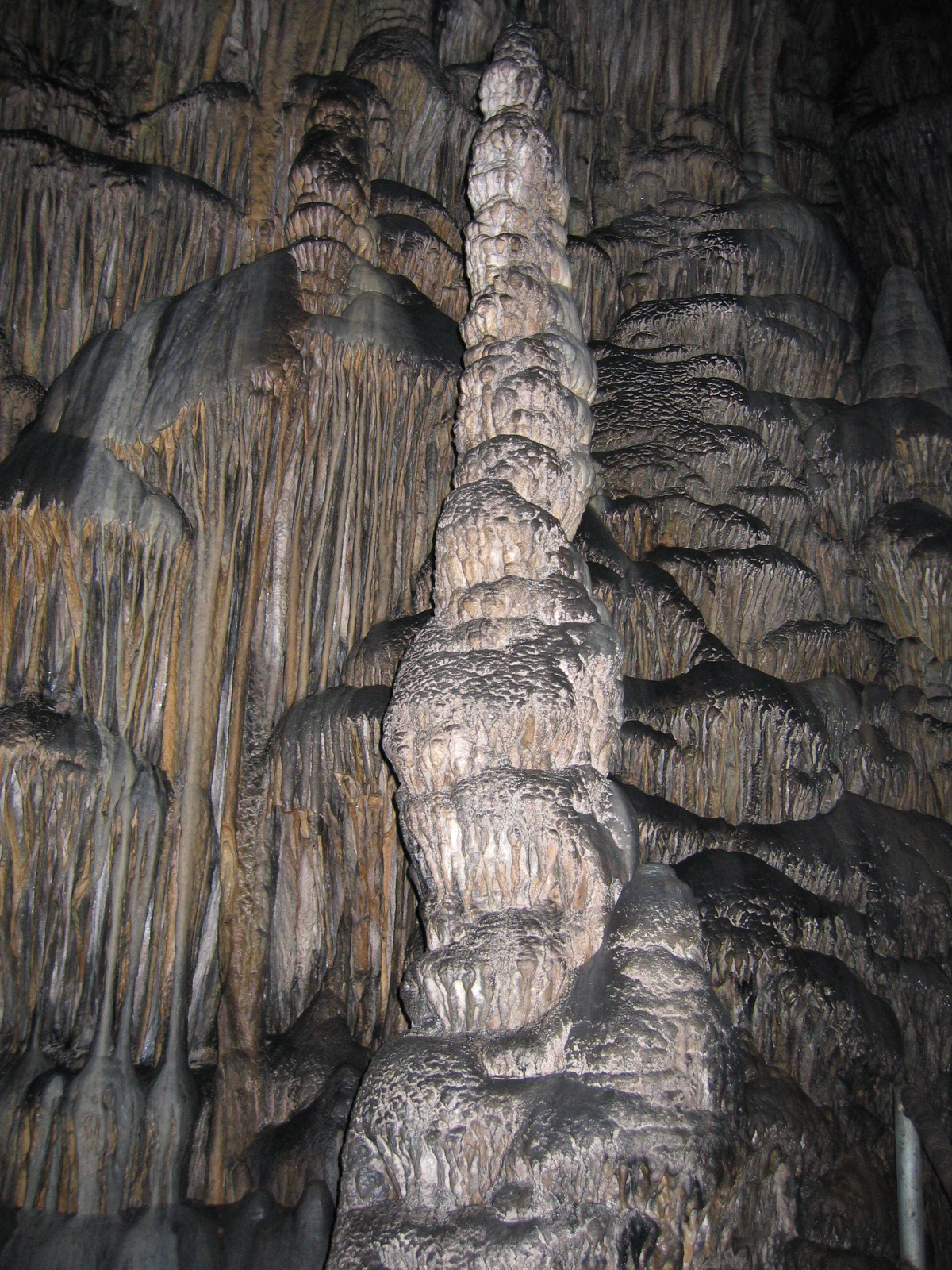
Detalle de las estalagmitas de la cueva de Psicro

Las formas tomadas por las divinidades minoicas aún permanecen como una incógnita, sin embargo, gracias a las excavaciones se sabe más sobre los lugares sagrados y sus prácticas de culto. Al contrario de lo que se observa en el mismo periodo en oriente o en Egipto, Creta se caracterizaba por la ausencia de templos. Mientras que en Sumeria y Egipto el culto se practicaba en los templos, que eran la casa de los dioses y de los sacerdotes, los minoicos celebraban sus cultos en "santuarios naturales", como cuevas, pequeños santuarios domésticos o la cima de una montaña. Los santuarios domésticos, inclusive los encontrados en los palacios, eran muy distintos a los que crearon más tarde los griegos. La elite mercantil minoica sustentó presumiblemente su autoridad por medio de la ideología de parentesco o de relación con las divinidades a las que rendían culto.
Los edificios encontrados en la cima de los montes Juktas y Petsofás no se pueden considerar templos. Los únicos ejemplos de templos independientes conocidos hasta el momento son el de Anemospilia, en Arjanes y, probablemente, el de Gurniá. Las excavaciones, por ende, nos permiten identificar sus lugares de culto gracias a la abundancia de ofrendas (joyas, armas y estatuillas) y mobiliario de carácter religioso (vasos sagrados y labrys) encontrados. Estos lugares de culto, que fueron empleados desde el Neolítico hasta el periodo micénico, se encontraron por toda la isla. En ese momento las cuevas, que servían también como habitaciones, eran usadas para la adoración. En la cueva de Trapeza y la llanura de Lasiti se encontraron figuras votivas de la época. Durante el periodo prepalacial algunas se convirtieron en cementerios que posteriormente, durante el periodo protopalacial, fueron lugares de culto a la diosa madre, con altares minoicos, nichos y cavidades huecas. Se sabe que los habitantes de Festo pasaban por el sur del monte Ida a la cueva de Kamarés, donde dejaban vasos con ofrendas.

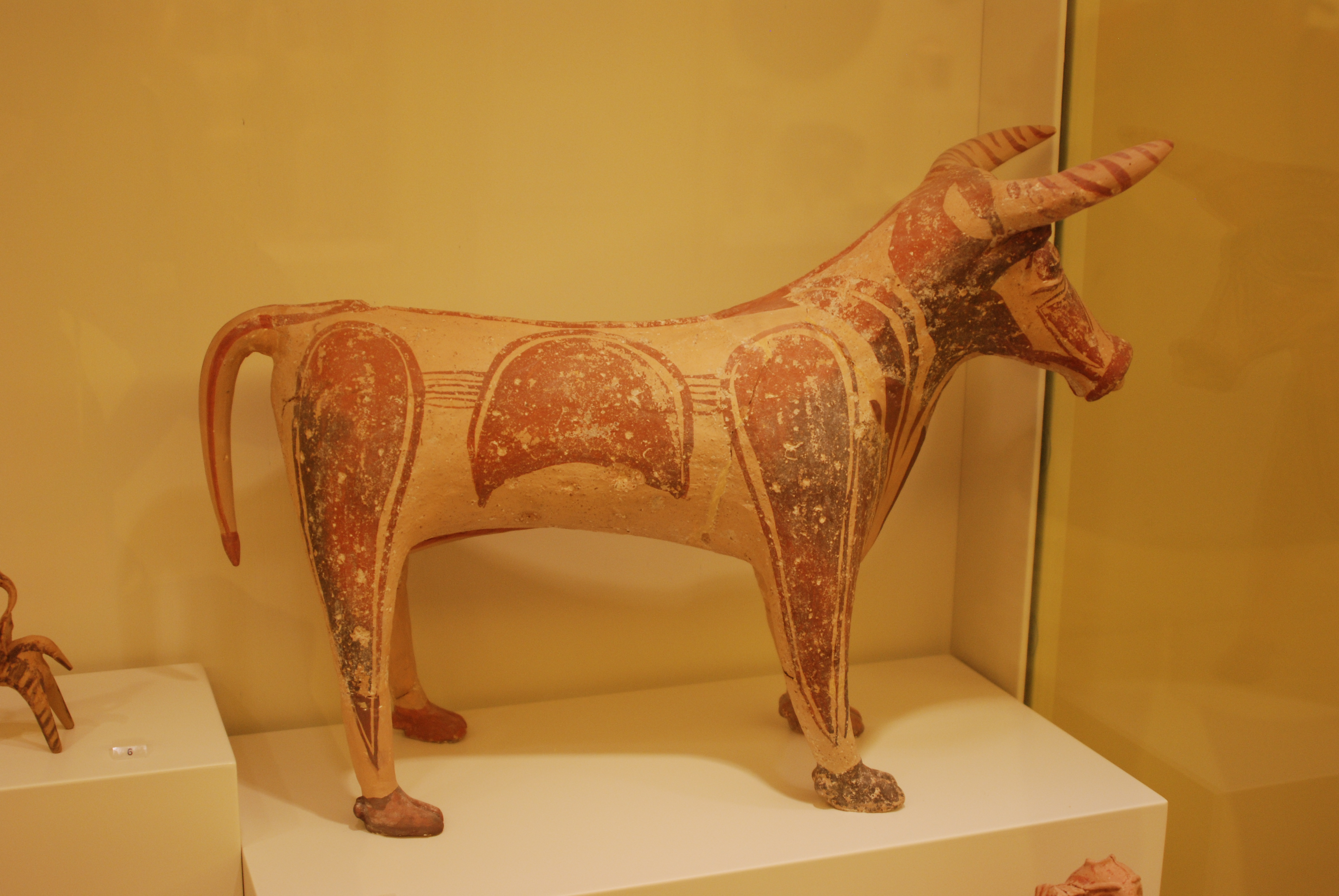
Representación en terracota de un toro minoico

Parece que las estalagmitas y estalactitas tenían influencia sobre el culto en algunas cuevas. Este hecho se denota en la cueva de la diosa de las entregas, en la cueva de Ilitía, al este de Heraclión, donde una estalagmita, junto a otra menor que estaba a su lado, fueron aparentemente interpretadas como representación de la diosa madre y su hija divina. Construyeron un muro en torno al ídolo, y por un largo periodo recibió ofrendas de vasos que contenían varias sustancias. Con base en la calidad de los vasos se cree que era una diosa adorada, principalmente, por los más pobres. El culto se mantuvo hasta los tiempos helénicos, de ahí la mención de la cueva y su diosa por Homero y otras fuentes griegas. La cueva de Psicro fue, probablemente, la de los montes Dikti donde Rea dio a luz a Zeus según los escritos griegos. En esta cueva se encontraron estatuillas zoomórficas, herramientas, armas y hachas dobles de bronce.
Spyridon Marinatos descubrió una cueva sagrada cerca de la colina de Arkalojori. Esta no fue saqueada porque se desmoronó en la Antigüedad. En ella se encontraron hachas dobles, hachas votivas de oro y algunas espadas de bronce, que demuestran que allí adoraban a su diosa en forma guerrera, en contraste con la diosa pacífica de la cueva de Ilitía.
Los cultos en cuevas prosiguieron hasta el final de la Antigüedad, cuando la diosa madre minoica fue sustituida por otras divinidades.

### Cima de las montañas

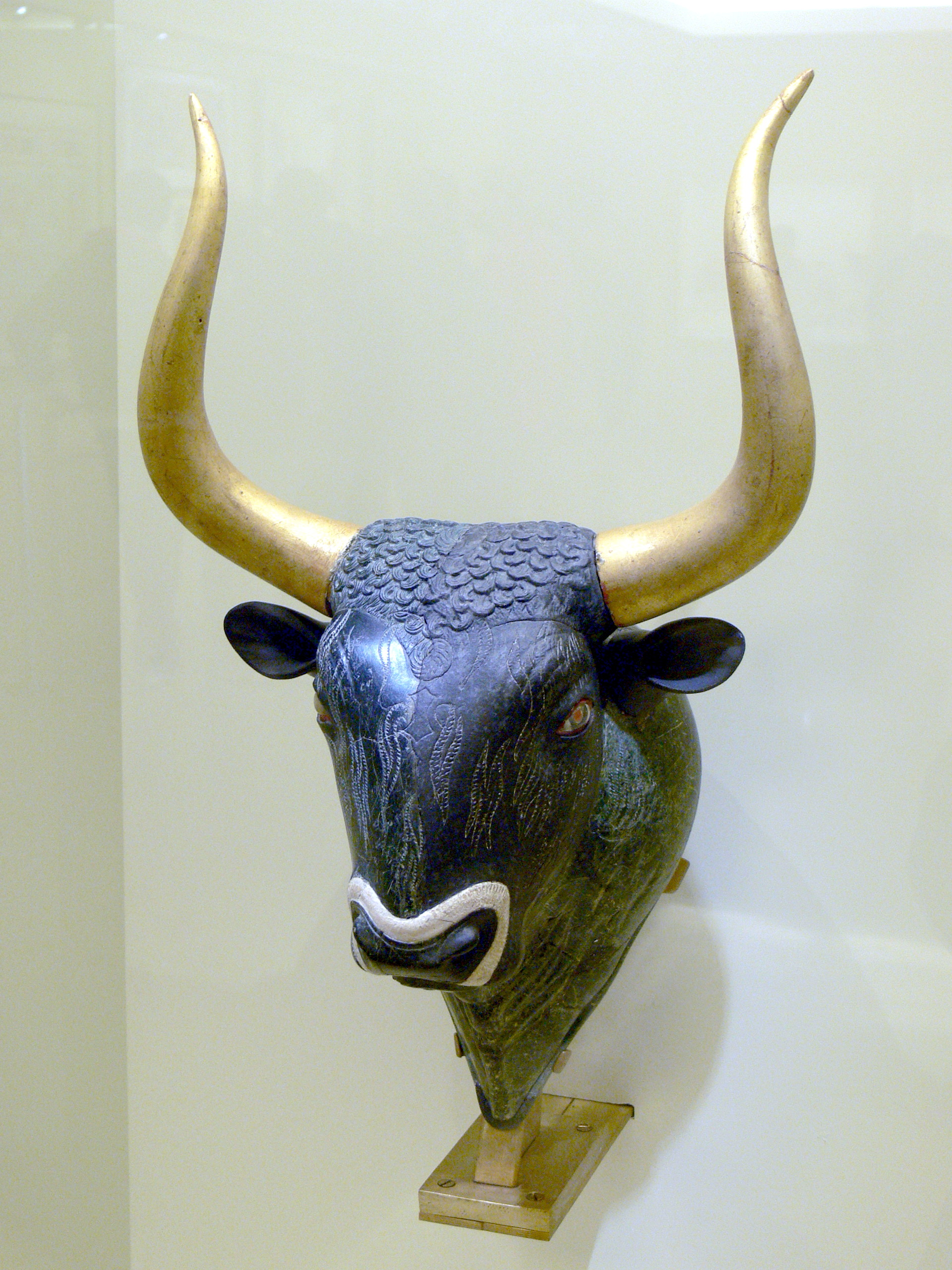
Cabeza de toro simbolizando al dios-toro. Ritón en esteatita hallado en Cnosos.

Los ritos religiosos también se celebraban en santuarios en la cima de las montañas. Se han encontrado pequeñas plantas que aparecen en los cultos a partir del Minoico Medio I. Estos lugares remotos se consideraban más propicios para la aparición de las divinidades. Estaban dedicados al culto a la diosa madre de la montaña o los animales salvajes. Se han observado santuarios en la cima de montañas altas como Asterusia, pero también en picos más bajos y accesibles como Petsofás, Juktas e incluso en colinas como la del profeta Elías en torno al yacimiento de Malia. La civilización minoica erigía pequeños santuarios y altares cercados por murallas, que en ocasiones rodeaban un árbol, una fuente o una piedra. También se han observado restos de terrazas construidas para recoger a los fieles durante los días de celebración, a los que adjuntaba una zona para, probablemente, almacenar objetos de culto. Los fieles depositaban sus ofrendas tanto en los altares como en los huecos de las cuevas. Era costumbre, especialmente durante el periodo protopalacial, crear grandes hogueras en la cima durante el cambio de solsticio de verano e invierno, que se podían ver a largas distancias. Los fieles dejaban varias ofrendas: pequeñas figuras que representaban a sus adoradores, que normalmente tenían los brazos cruzados sobre el pecho o sobre alguna parte del cuerpo, como brazos y piernas. Este tipo de ofrendas estaban realizadas por personas enfermas o heridas que buscaban obtener una cura. Desde el Minoico Medio se multiplicaron las estatuillas de animales, siendo más comunes las de los animales de ganado, con tamaños que varían desde los 25 mm hasta casi un metro de altura.
La mayoría de estos santuarios fueron convertidos al cristianismo, siendo usados posteriormente como iglesias y monasterios.

### Santuarios domésticos

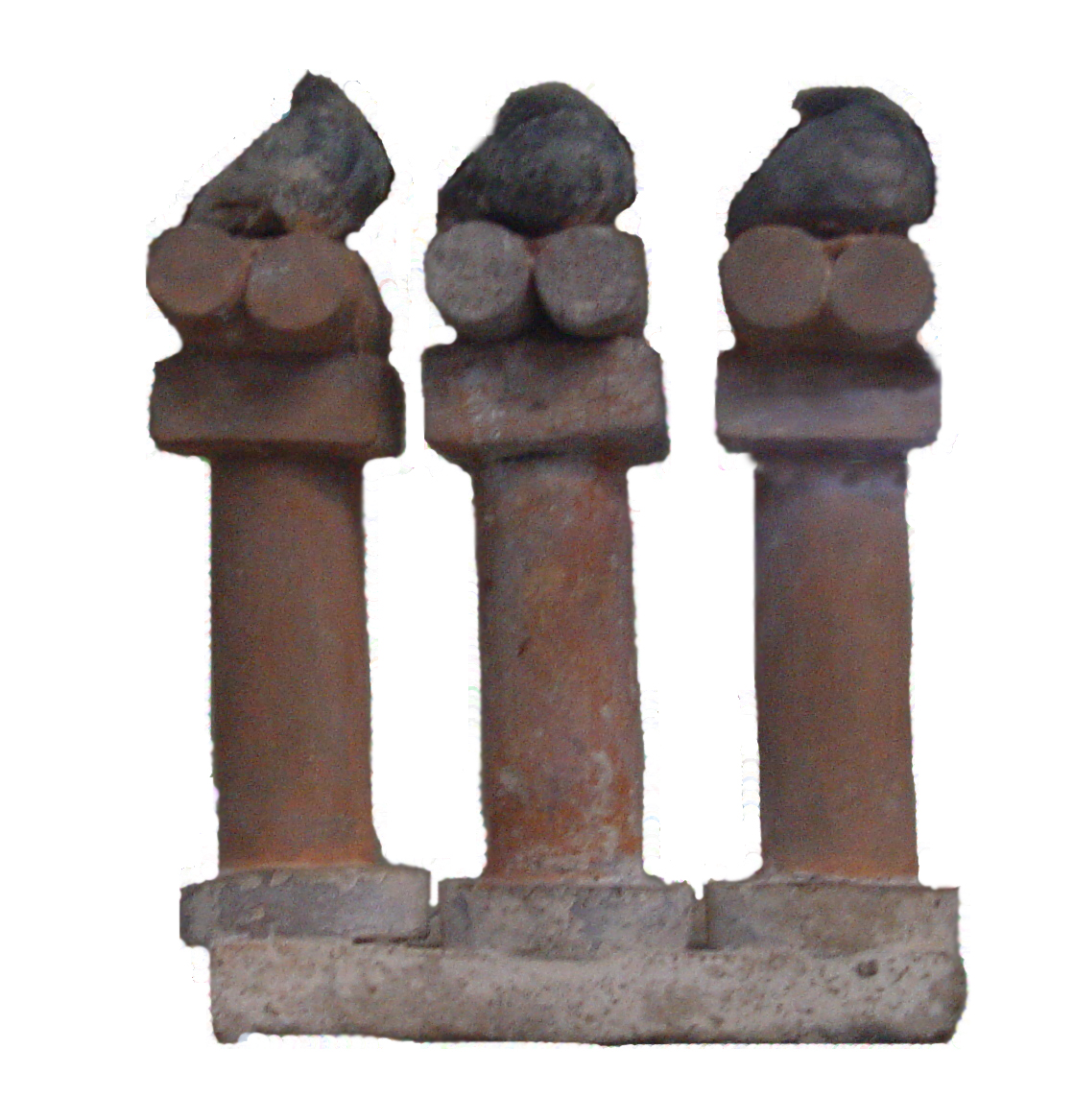
Miniatura en terracota de un santuario de tres pilares en Creta

En casi todos los edificios se encontraron zonas de culto a las divinidades. Se encontraron estatuillas del neolítico dentro y cerca del asentamiento, lo que sugiere que había un culto de carácter doméstico. La adoración minoica generalmente era de carácter doméstico; para Nilsson las divinidades adoradas en altares domésticos eran diferentes a las encontradas en los santuarios, grutas o cuevas. Los objetos encontrados por los arqueólogos en estos lugares aportan evidencias claras de su carácter religioso como santuarios, pero hay otros en los que se han encontrado innumerables fragmentos de objetos religiosos desordenados, lo que no deja claro si eran lugares de culto o simplemente empleados como almacén para estos.
Los santuarios tripartitos surgieron durante el periodo prepalacial de Festo; consistían en tres pequeñas salas una al lado de la otra, siendo la central un poco mayor. La sala central tenía en medio una mesa de arcilla para las ofrendas, una cueva de sacrificios y un banco donde colocaban los objetos de adoración. Este tipo de santuarios estaban en expansión al inicio del periodo neopalacial, dado lo que se ha observado en el palacio de Cnosos, donde los vasos de cerámica fueron usados hasta la destrucción del palacio en 1450 a. C. Los santuarios de Cnosos estaban formados por varias salas abiertas al este, divididas en tres partes, decorados con columnas con hachas dobles o cornamentas consagración. En todas las residencias reales se adoptó una disposición semejante como santuario o cámara de purificación. Uno de los santuarios más famosos de Cnosos es el de las hachas dobles, en el suroeste del palacio. Datado por Evans en el Minoico Medio III, este santuario de 1.5 m² se divide en tres partes, cada una con diferentes alturas. En el terreno se encontraron varios platos en la misma posición en la que se habían dispuesto. Entre otros objetos se encontraron cuencos, jarras, vasijas y un vaso del Minoico Medio III2, representando un pueblo. Al fondo de la sala hay un podio cubierto por piedras con un trípode en forma de altar. A cada lado se observan cornamentas de consagración de barro recubiertas de yeso, con una incisión en su centro para colocar los labrys.

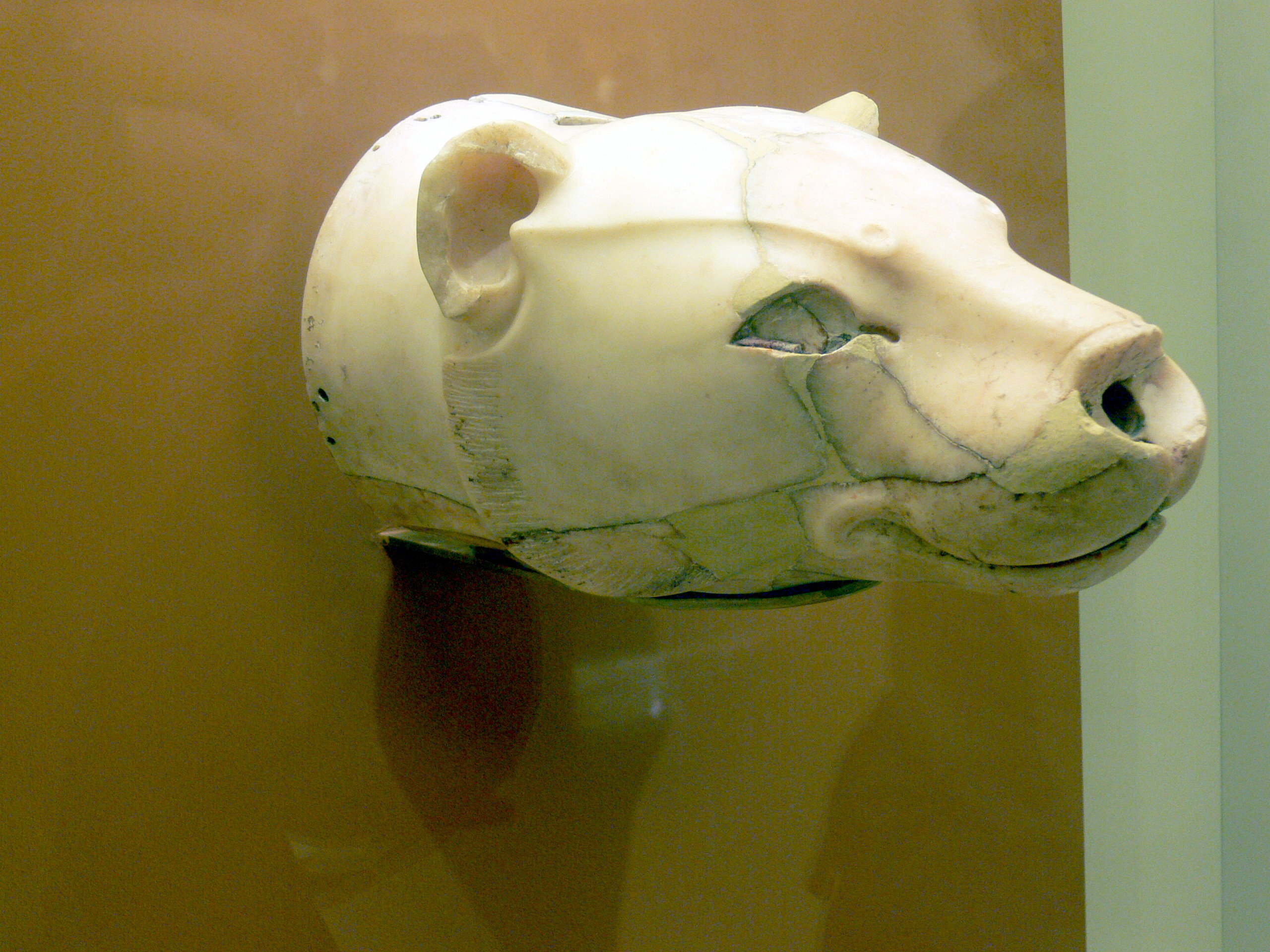
Ritón de alabastro minoico

Un santuario análogo es el de Gurniá, que probablemente fue uno de los dos santuarios públicos, a pesar de que su origen probablemente sea doméstico. Se encuentra en la cima de una colina, no muy lejos de la ciudad, al final de un camino asfaltado de 12 metros de largo y 1.5 de ancho. Sus paredes están hechas por pedazos grueso de cuatro metros de largo y tres de ancho, construido probablemente a finales del Minoico Reciente I. En Cnosos la plataforma fue construida a lo largo de una de las paredes del santuario. En su centro hay una mesa con tres patas, similar a la encontrada en Cnosos. En el suelo se encontraron tres objetos de cerámica del tipo conocido como «vaso de las serpientes» y los fragmentos de un cuarto. En estos vasos tubulares se distingue una hilera vertical de tres o cuatro pequeños lazos o asas. Uno de los vasos conservaba la decoración de dos serpientes entrelazadas.

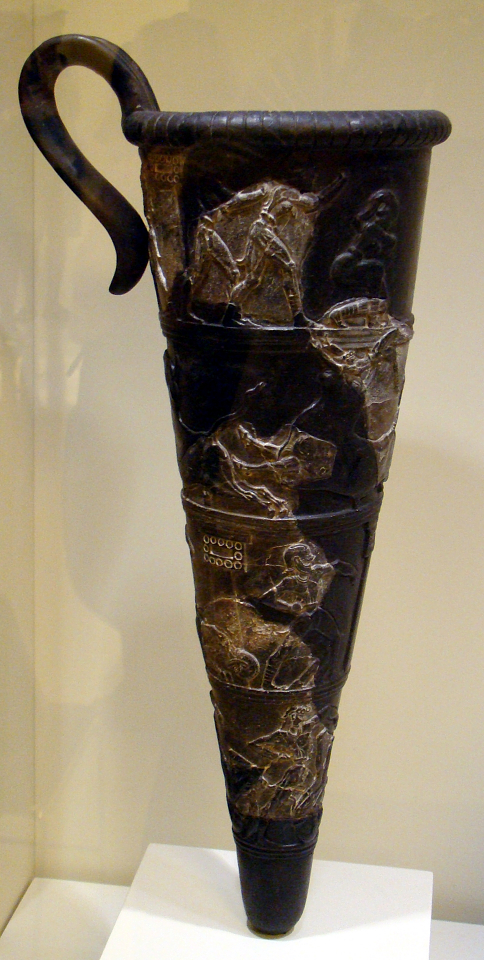
Ritón cónico hecho de serpentina

Otras instalaciones comunes eran las "criptas hipóstilas". Estos espacios oscuros con pilares de la planta baja eran considerados como el corazón del santuario, habitado por los patrones del palacio o de la residencia. Muchas veces estas criptas eran tan pequeñas que el pilar no era necesario para soportar su estructura, razón por la cual muchos investigadores creen, incluido Evans, que el acto de adoración se dirigía directamente al pilar. Por este motivo los pilares que se construían en su frente tenían cuencos y canales para verter los líquidos.
Encima de la cripta había salas con columnas sagradas. Las escenas de los murales donde vemos hachas dobles y los pilares que las tienen anexadas sugieren que estos, igual que los murales, tenían significado religioso. En Cnosos se descubrió un modelo de arcilla que mostraba tres columnas coronadas con pájaros, una señal clara de la aparición divina. Otros ejemplos muestran leones y otras criaturas como esfinges o grifos colocados simétricamente al lado de la columna. El hecho de que las secciones internas del palacio estén dedicadas a fines religiosos muestra su sentido sagrado.
Otro lugar sagrado es la cuenca lustral, una pequeña sala hundida a la que se accedía por uno o más peldaños. En algunas de estas estancias se encontraron pequeños vasos de cerámica que podrían haber contenido líquidos destinados a los rituales de purificación por aspersión o unción. En otras se descubrieron ritones y vasos de piedra, que retrataban rituales con cornamentas de consagración.

## Objetos de culto

### Estatuillas e ídolos

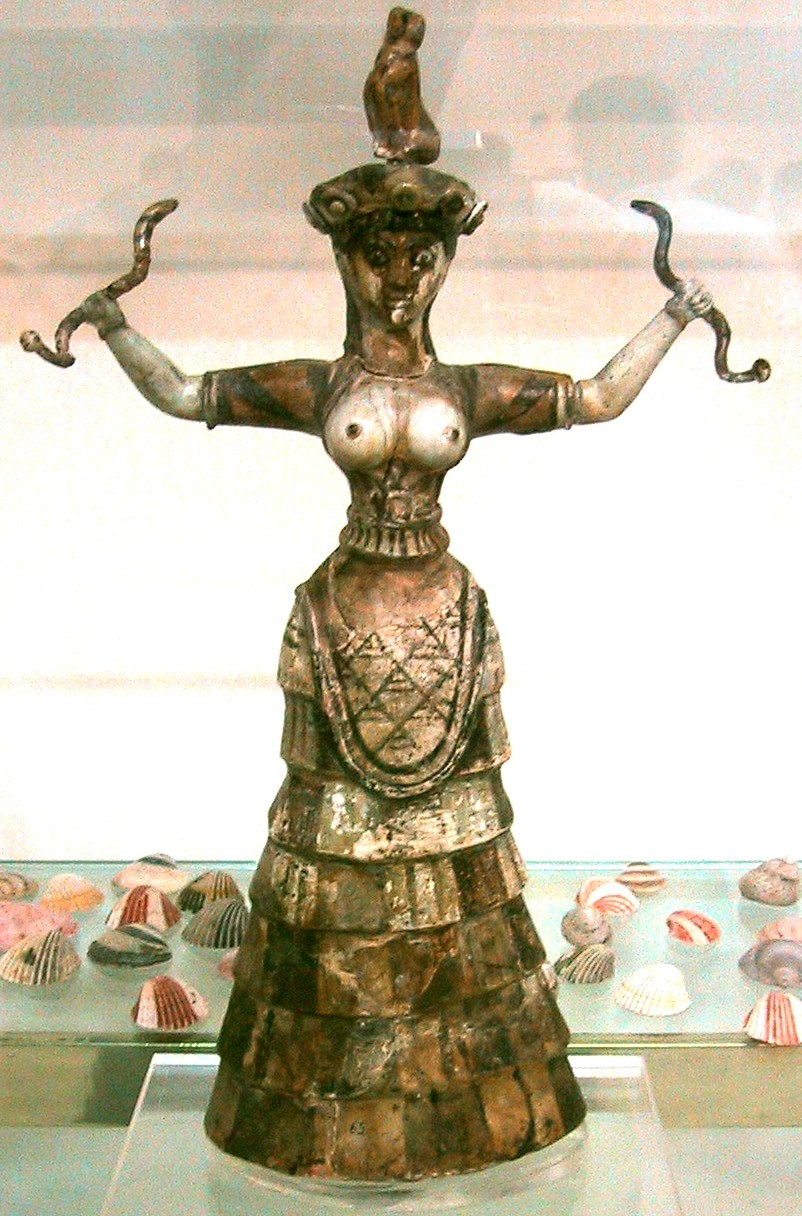
Estatuilla en porcelana representativa de la diosa madre o de una sacerdotisa durante un ritual

Los ídolos comienzan a aparecer de forma generalizada desde el neolítico, siendo de esa época las figuras de las mujeres desnudas y obesas, como la Venus de Willendorf, o delgadas, como la Venus de Dolní Věstonice. La desnudez total e indicación ocasional de los órganos sexuales, señala que eran representaciones de la diosa de la fertilidad. Evans encontró en una de las capas neolíticas de Cnosos una estatua de sexo masculino, que puede representar al dios joven o era una de las estatuillas de un adorador, fabricada por un fiel. Estas estatuas se conciben como objetos de adoración porque se asemejan a los grandes ídolos de la civilización cicládica. A veces se les considera funcionarios o concubinas del fallecido; sin embargo, hay ejemplos de esta diosa con un niño o una niña en la cabeza, o sentada en un trono, lo que refuerza la connotación religiosa de estos objetos. Las estatuillas femeninas predominan en número, y algunos arqueólogos suponen que representaban a la diosa madre; es decir, que eran objetos de culto de una religión matriarcal. Según Vassilakis las estatuillas neolíticas tenían diversas variaciones, pudiendo haber servido para ritos de iniciación de las niñas por parte de mujeres adultas o podrían ser figuras femeninas importantes de la comunidad. También se considera que pudieron ser empleadas para rituales de magia o exorcismos. En todo caso se presupone que todas las estatuillas femeninas eran la representación de una divinidad. El número de estatuillas refleja el papel de las mujeres en la comunidad neolítica, un hecho que se refleja en cualquier matriarcado, lo que implica el poder de las mujeres como creadoras. Para Vassilakis las nociones de poder y el poder deben ser usados con precaución en el estudio de las comunidades primitivas.

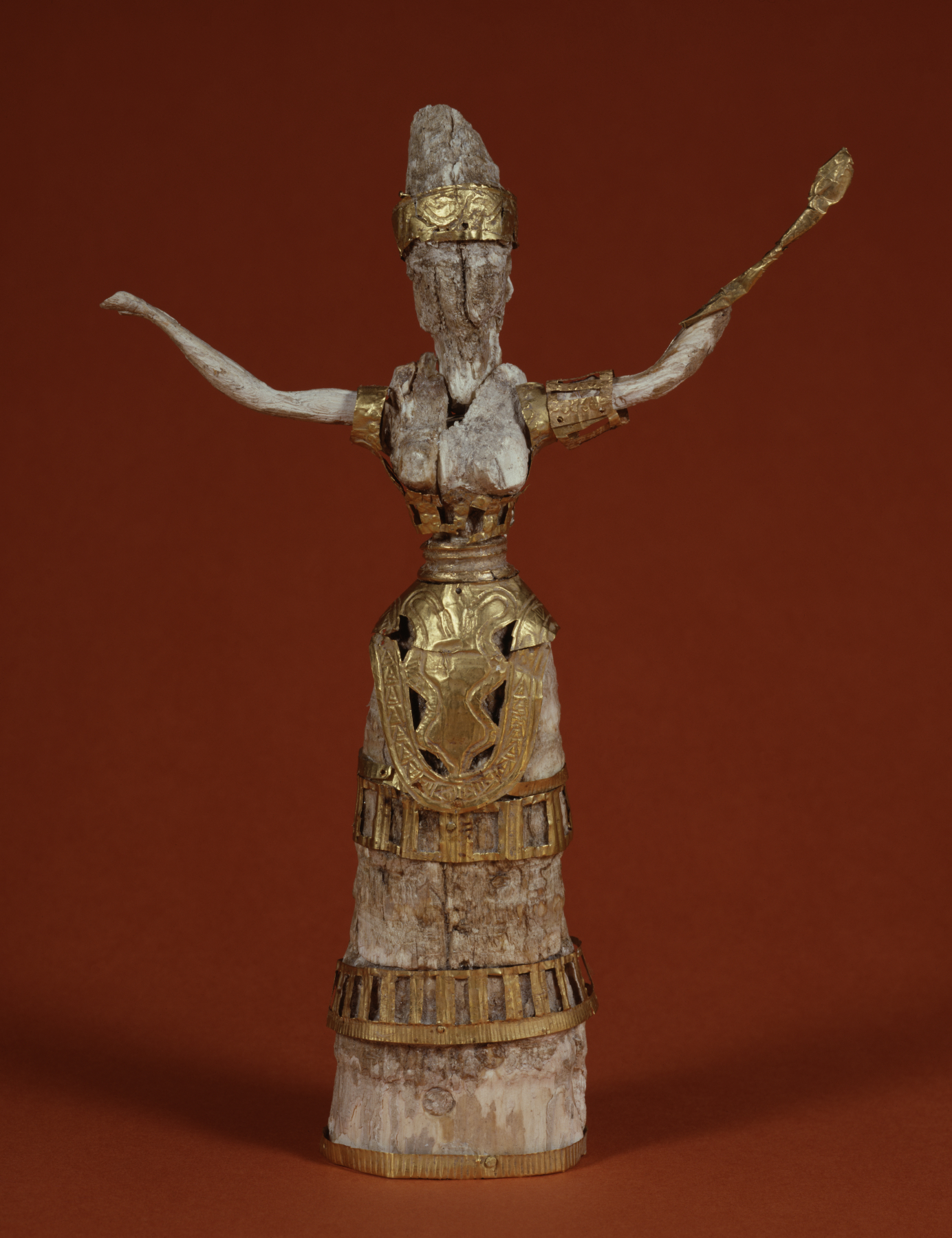
Ejemplo de diosa madre con los brazos levantados

Esta diosa aparece muy pocas veces durante los siguientes periodos. En el protopalacial la religión seguía centrándose en las mujeres, destacando atribuciones como la fertilidad. Se le da gran importancia a la vestimenta ritual, que es la nueva tendencia en la representación de las figuras femeninas. Para Vassilakis, estas nuevas convenciones iconográficas pueden explicarse como la búsqueda de un equilibrio simbólico entre las representaciones de los dos sexos.
A principios del protopalacial también aparecieron estatuas muy distintas a las anteriores, conocidas como "cencerros de oveja". Estas son pequeñas estatuas de terracota con forma de cencerro, un anillo de suspensión, dos cornamentas proyectadas y ranuras para los ojos. Son cencerros votivos, con modelos de toros sagrados o imitaciones de máscaras utilizadas por los sacerdotes y los fieles. Esta interpretación se basa en las estatuillas pintadas con características distintamente humanas: ojos, nariz y boca.
Las divinidades se representaban en pequeñas estatuillas, y hay muy pocas estatuas grandes, y muchas menos estatuas a escala natural. Aparece una nueva tendencia en el postpalacial, donde las estatuillas de arcilla grandes se vuelven comunes. Hay diosas de este periodo que todavía conservan su cabeza, coronadas con emblemas como aves, cornamentas, amapolas o discos. A veces tenían serpientes que se erguían en su cabeza por encima de una diadema. En Gurniá se descubrieron estatuillas de serpientes enroscadas en un brazo, y un pedazo de brazo que sostenía una espada con una serpiente enroscada. Una estatua de Gortina tiene serpientes en sus manos mientras lleva un pájaro en su hombro. Esto tiende a mostrar como improbable la idea de que sean dos diosas distintas.

### Altares y mesas de libación

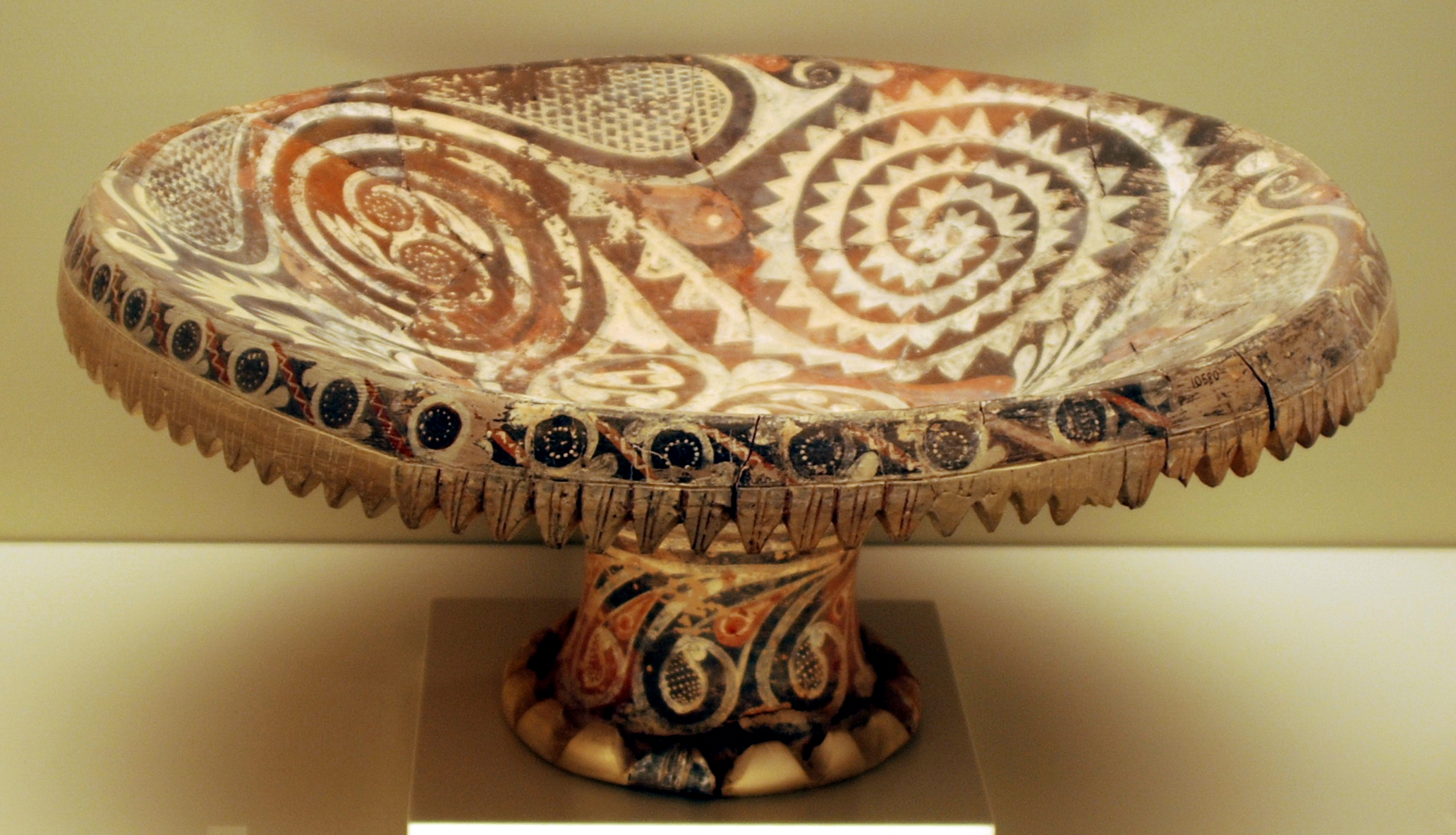
Cuenco empleado en las ofrendas con frutas de los santuario. Periodo protopalacial (Festo)

Los altares son la parte más importante del equipamiento ritual, todos ellos con gran variedad de formas. Podían ser rectangulares, construidos en piedra o con peldaños. En muchas zonas se descubrieron altares fijos, hechos de bloques de piedra. Estos altares fueron identificados con total certeza por la presencia de cenizas  y huesos carbonizados en ellos. En general, donde sea que haya un edificio cuadrado con superficie plana sin nada sobreexpuesto encima nos hace pensar que estamos ante un altar. Evans identificó cuatro altares en el palacio de Cnosos; dos altares en Festo, el primero al noroeste del palacio, donde se observa una base rectangular hecha con piedras, y un segundo en la esquina noroeste del patio central. De esta forma dos bloques de piedra fueron apilados para formar un cubo de más de un metro de altura.
Estos altares fueron usados, probablemente, para depositar ofrendas y quemar animales sacrificados. Ambos estaban decorados con cornamentas y cofres sagrados para depositar a las víctimas del sacrificio. Había altares menores, ligeramente cóncavos, probablemente empleados para las libaciones. Estaban decorados con cornamentas dobles y ramos sagrados, y se empleaban principalmente para las ofrendas no sangrientas. Las ofrendas eran usualmente tablillas de piedra pequeñas, con una superficie superior plana y una cavidad circular o cuadrada. Es probable que esta cavidad se empleara para recoger líquidos para los vasos de libación. También había cuencos para las ofrendas de frutas.

### Cernos y ritones

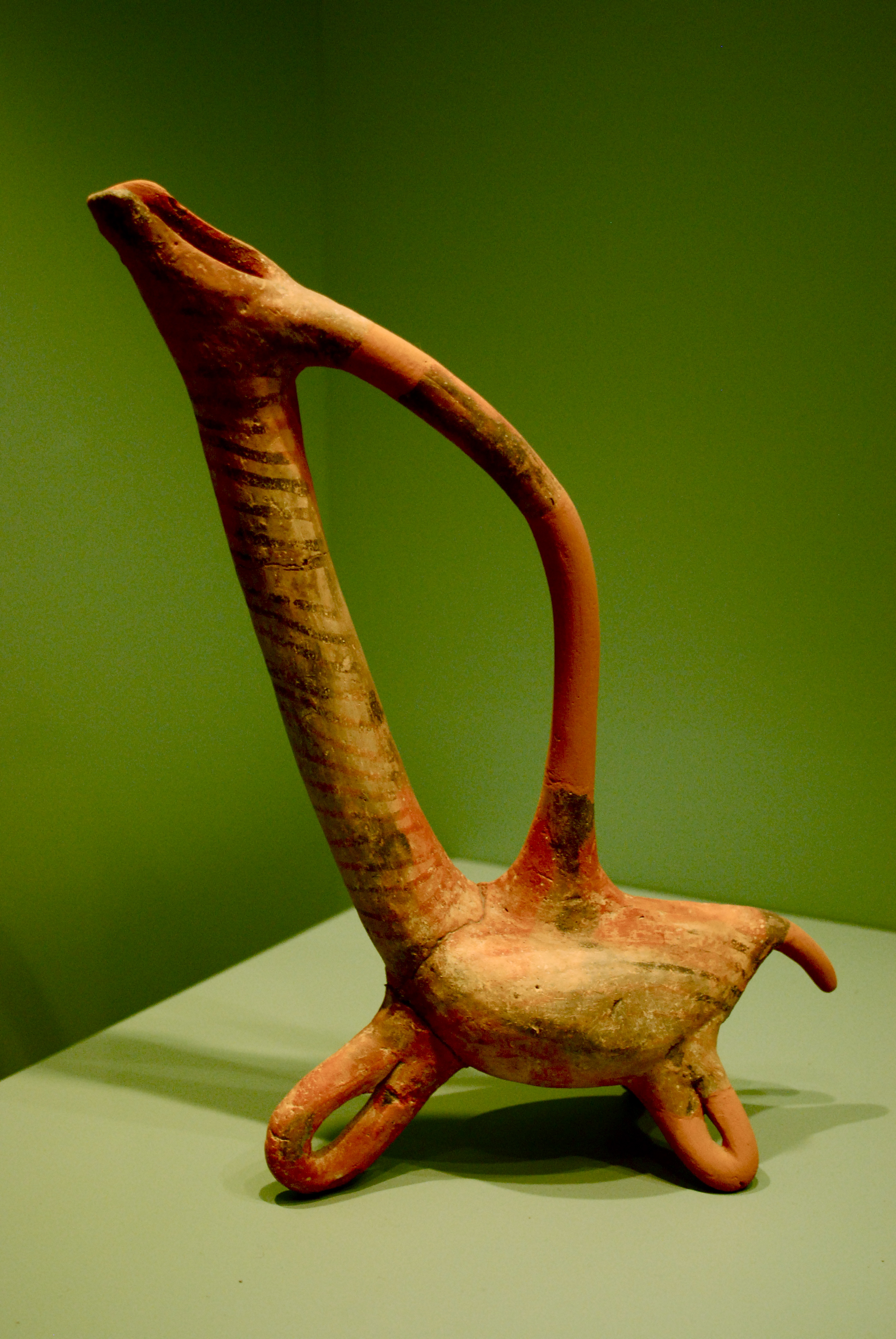
Ritón con forma de pájaro del Minoico antiguo (Cumasa)

Muchas veces, en los ritos minoicos, se empleaban recipientes como los cernos, cuyo nombre viene dado de los análogos usados en el culto a Deméter durante la época clásica. En los túmulos minoicos antiguos se encontró una variedad conocida como "salero", cernos simples rectangulares de piedra o arcilla, formados por la unión de dos o tres vasos con una misma base. El cerno fue probablemente usado para ofrecer ofrendas de distintos tipos, con pequeñas aportaciones de distintos tipos de semillas y productos agrícolas. Evans descubrió los primeros ejemplares, datados en el Minoico Antiguo II. En Pirgos se encontraron ejemplares más antiguos, datados en las primeras etapas del minoico. Entre las primeras muestras hay un cerno con un asta quemada hacia arriba que forma la base de cerámica, con dos secciones unidas por asas que sobresalen un poco por encima del borde de los vasos. También se encontraron tres vasos más grandes conectados en la parte superior con una base menor, menos quemada que la primera y de distinta forma. A pesar de las diferencias en sus formas dos de estos cernos de bucchero tienen patrones geométricos realizados mediante incisiones en la pieza. En Rusólakos aparecieron cuarenta y cuatro vasos cónicos aparentemente retirados de su soporte, datados en el Minoico Reciente III. Al final del periodo micénico estos objetos adoptan una forma distinta. En una tumba se encontró un anillo de 19 centímetros de diámetro en el que fueron colocados vasos de cuello estrecho y tres figuras que aparentemente iban entre los recipientes. Aún hoy, en Creta, algunos monasterios emplean objetos similares a estos cernos, combinando los vasos y frascos para recibir aceite, vino y trigo.

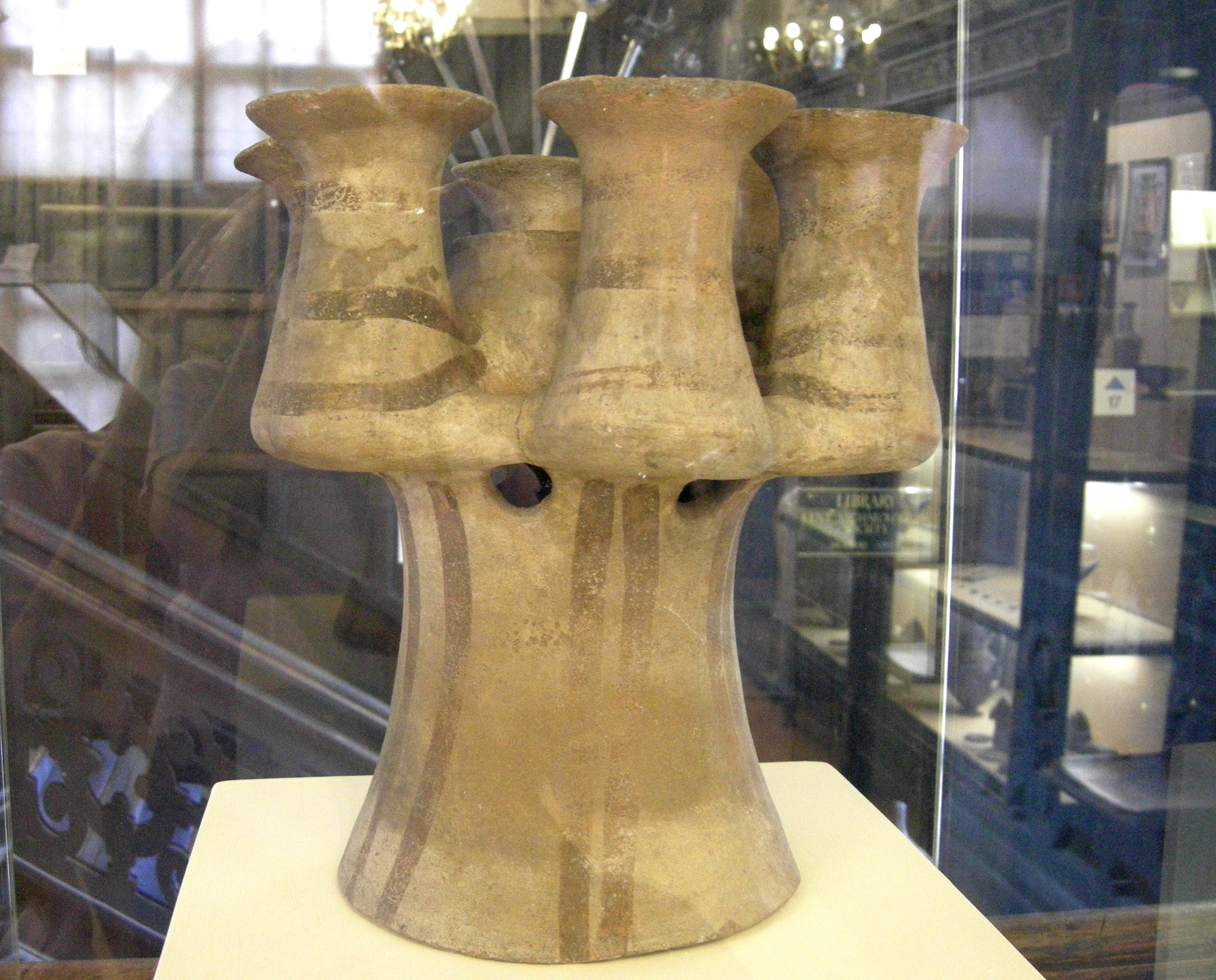
Cernos anteriores a la época minoica encontrados en Melos (Grecia). Se cree que es una copa de miel y avena. En el Museo Maidstone (Inglaterra)

Los ritones, palabra derivada del griego rheo (flujo), son vasos con una abertura por la que se introducía el líquido, aunque algunos también tenían otra abertura en su base para el drenaje del líquido. La riqueza de formas, detalles y delicadeza con que estaban hechos indica que eran empleados como objetos para la adoración; estos podían tener forma humana o animal. Aparecen en el Minoico Antiguo III, el Minoico Medio I y luego vuelven a aparecer en el Minoico Reciente. Entre los ejemplos más antiguos tenemos el ritón con forma de pájaro de Kumasa, toros con hombres agarrados a su cornamenta y algunos con forma de paloma en el palacio de Cnosos. Los vasos prepalaciales más extraños se encontraron en Mojlos y Malia, con forma de bustos femeninos y agujeros en los pechos, destinados a las ofrendas con leche. Los ritones en forma de toro pueden haber sido usados para las libaciones con sangre de los toros sacrificados. También se encontraron modelos más simples, como copias cónicas u ovales hechas en piedra o cerámica. Los ritones con forma de cabeza humana del Minoico Medio II se vuelven comunes en el Minoico Reciente.
En las tumbas de la época palacial de Cnosos se encontraron ritones de alabastro, de cerámica o piedra muy bajos y amplios. En un santuario del Minoico Reciente se encontraron vasos tubulares sin fondo, probablemente colocados encima de un pequeño agujero en el suelo para recibir las libaciones.

## Prácticas en el culto

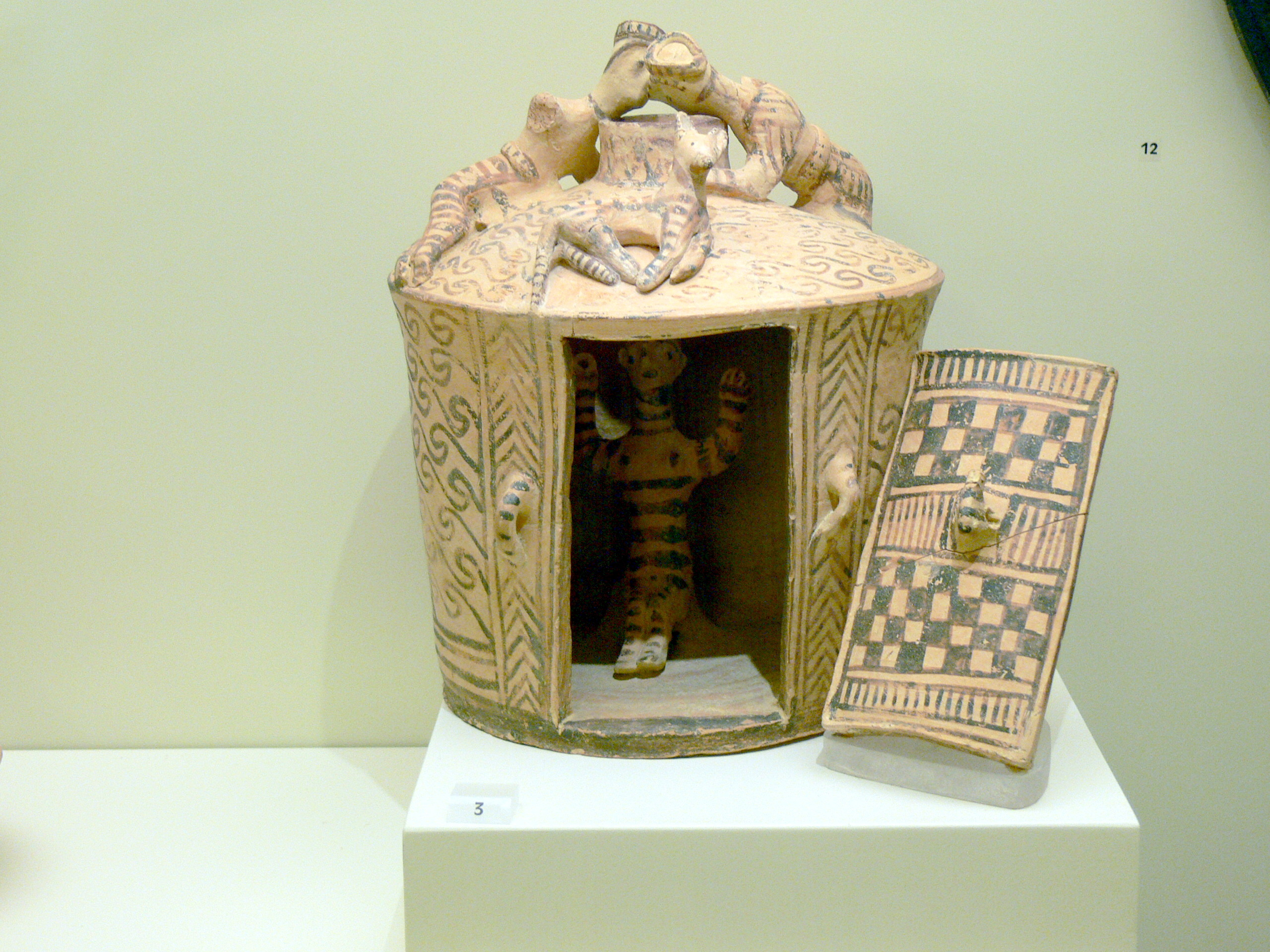
Modelo en arcilla de un templo circular minoico

El acto principal del culto son las ofrendas de comida y bebidas. Se han encontrado tablillas en lineal B en Cnosos que mencionan ofrendas de miel a la diosa Ilitía y otras divinidades. Se cree que la miel se ofrecía como ofrenda porque apacigua el dolor en el parto. En el fragmento de un vaso de piedra en Cnosos se ve a un joven llegando a la cima de una montaña, que coloca una cesta de frutas en el santuario. Aparte de la miel y la fruta, también se ofrecía vino.
Una de las pruebas que tenemos sobre los sacrificios con sangre de animales se refleja en el sarcófago de Hagia Triada. En su cara sur hay un toro atado sobre una mesa de madera, ya muerto, cuya sangre se está recogiendo en un banco en el suelo. En la escena contigua se ve a una sacerdotisa, que se encarga de recoger la sangre para depositarla en un vaso o cuenco para la libación. También podría ser para que los fieles bebieran la sangre del animal sacrificado.

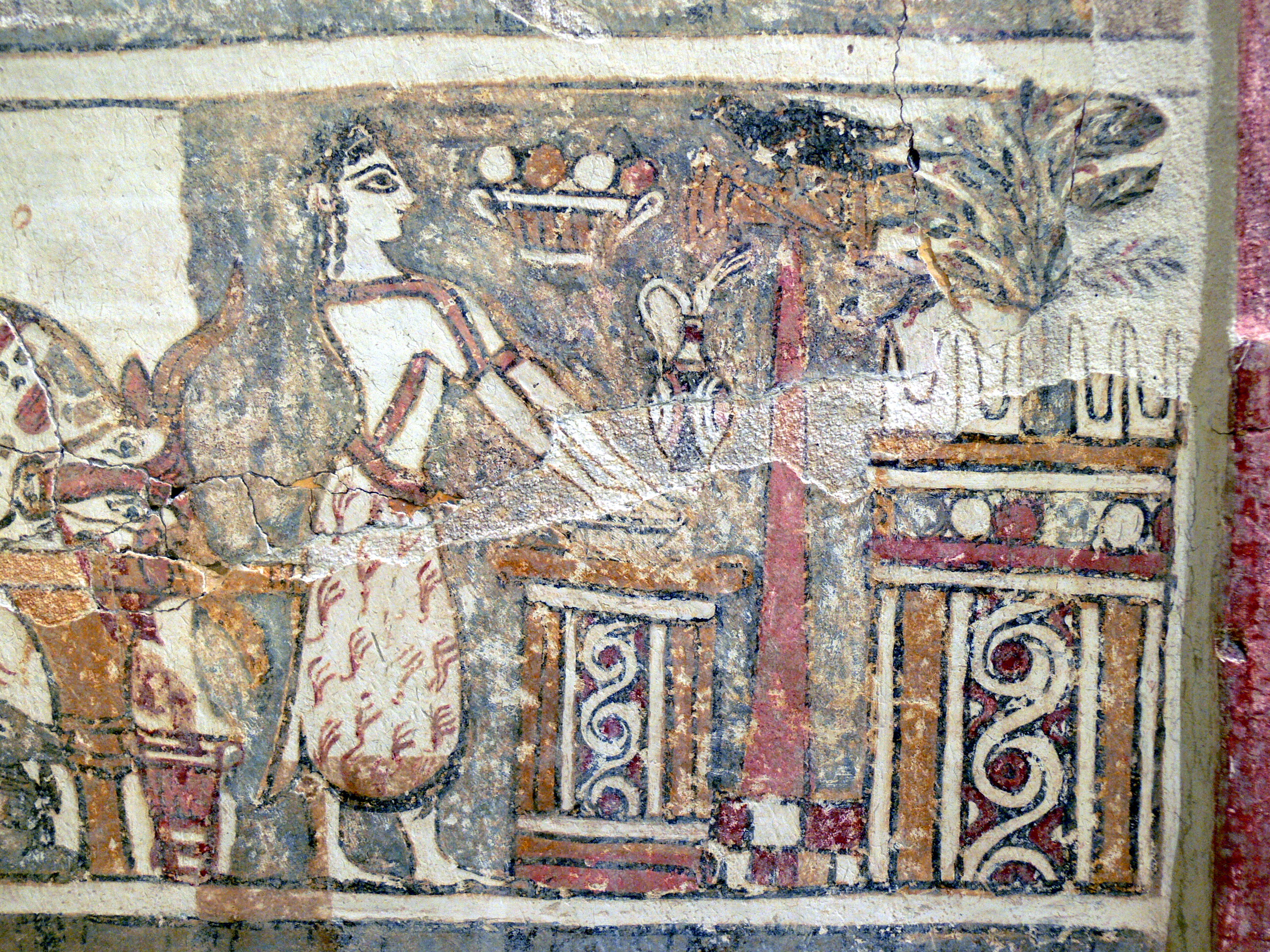
Detalle de la sacerdotisa de la cara sur del sacófago de Hagia Triada

Estos sacrificios son confusos, porque muchas veces no se sabe si la representación refleja a un animal real o una figura hecha en arcilla o bronce. Esto se debe a la gran cantidad de figuras de animales en estos materiales que se han encontrado, sobre todo, en santuarios campestres. Los fieles minoicos dirigían sus oraciones de distintas formas. El portador de las ofrendas votivas que llega al santuario no se arrodillaba ni se inclinaba para ofrecerlas. Se cree que se presionaban el puño contra la frente para protegerse del brillo de las apariencias divinas. Otra forma de adoración era levantar los brazos o cruzarlos sobre el pecho, extendidos o doblados.
El baile también era una forma de culto. Esto se puede apreciar en un fresco del periodo protopalacial encontrado en Festo, en el que se muestra una diosa sosteniendo flores entre bailarines. En Festo se encontró una vasija con una escena similar. En Kamilari se encontró un grupo de figuras hechas de barro, bailando en círculos mientras sujetaban sus hombros. La presencia de cornamentas enfatiza el carácter sagrado de estos actos. Estas escenas sagradas que representan bailes también han aparecido en sellos, anillos, e impresiones de estos sellos. En el anillo de oro de Isopata aparecen seis mujeres desnudas, tal vez sacerdotisas, que ejecutan un baile alrededor de la divinidad central.

### Sacrificios humanos
En el templo de Anemospilia, destruido por un terremoto, se encontraron cuatro cuerpos. Supuestamente uno de estos cuerpos, situado encima del altar con una lanza entre los huesos, era un sacrificio humano. Sin embargo, algunos investigadores, como Nanno Marinatos, argumentan que este lugar no fue un templo y que las pruebas de que fue un sacrificio están muy lejos de ser concluyentes. Dennis Hughes está de acuerdo y argumenta que la plataforma donde estaba dicho hombre no era necesariamente un altar, y que la punta de la lanza o flecha encontrada puede haber caído de una estantería sobre el cuerpo durante el terremoto. Por otra parte, en una habitación de una casa de Cnosos se encontraron los huesos de al menos cuatro niños junto a huesos de animales en un contexto arqueológico que se puede fechar en torno al 1450 a. C. Peter Warren y otros arqueólogos han interpretado este hallazgo como un lugar donde se celebraban actividades de culto que incluían sacrificios humanos. Nikolaos Platón, entre otros investigadores, reniegan la posibilidad de que fuesen cuatro niños sacrificados y alega que los cuerpos pertenecían a monos y no a niños. Hughes y Rodney Castleden han señalado que estos huesos fueron depositados como un "entierro secundario".

### Sacerdotisas y sacerdotes

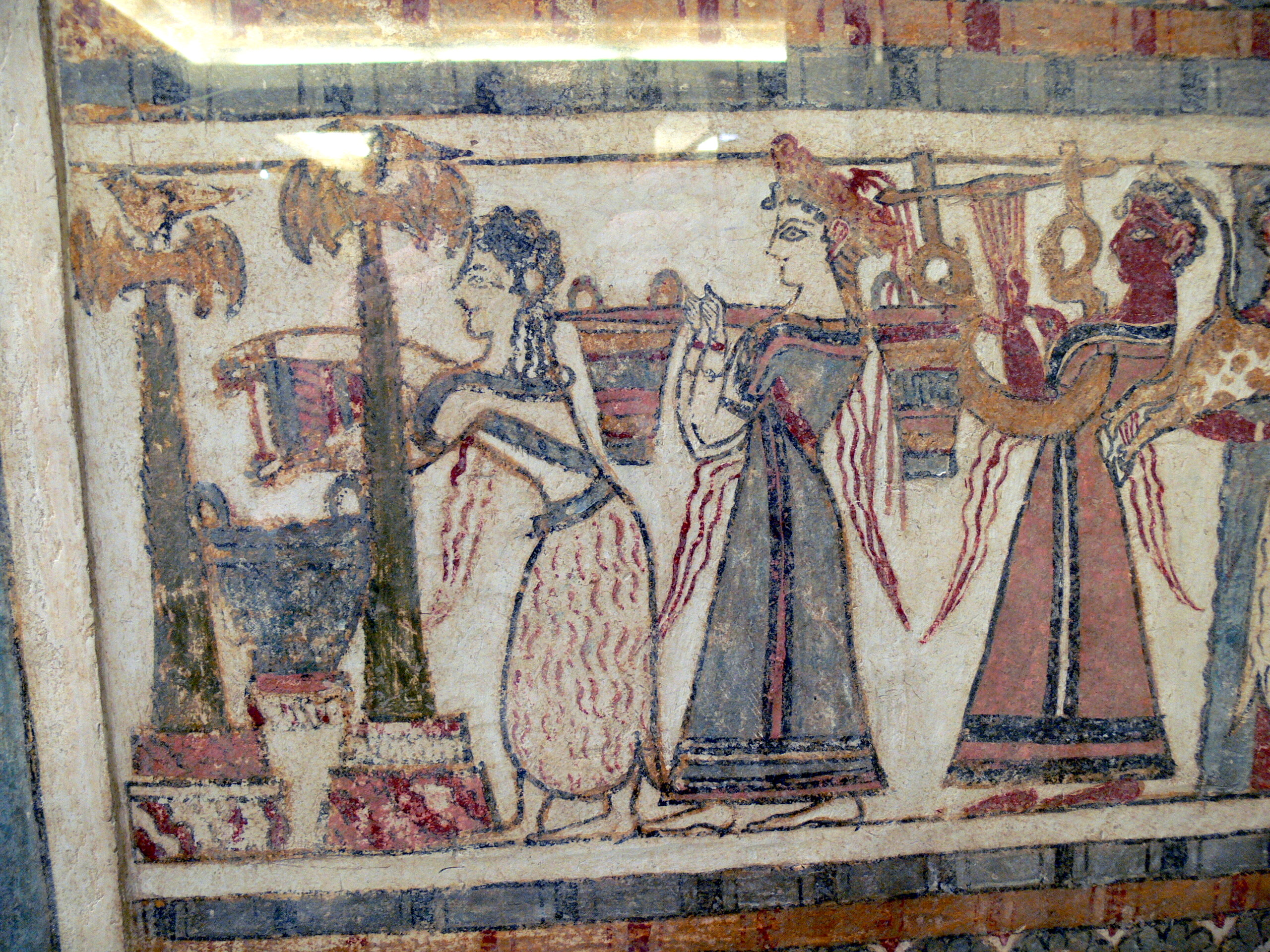
Escena de la cara norte del sarcófago de Hagia Triada donde se observa a una sacerdotisa derramando libaciones de sangre sobre una vasija

Las sacerdotisas y los sacerdotes minoicos eran los intermediarios entre los creyentes y las divinidades. En las representaciones de las escenas de culto se les distingue por sus ropas, consideradas como vestimentas de culto. En el sarcófago de Hagia Triada estos vestían con pieles de animales. En esta representación podemos ver dos ejemplos de sacerdotisas: una que derrama libaciones, probablemente de sangre animal (en la cara norte el sarcófago), y otra que apoya sus manos sobre el altar, preparando probablemente las libaciones con la sangre del animal sacrificado en la escena anterior (en la cara sur). La primera figura se inclina, sin doblegarse, y la parte superior de su vestido es abombada, casi semicircular, pero en la parte baja de su ropa podemos distinguir la piel de un animal, que llega hasta su brazo derecho. Se sabe que es la piel de un animal por el diseño de patrones ondulados y de dos colores. La figura que aparece, sin brazos ni piernas, a la derecha del sarcófago, tiene un ropaje similar, lo cual hace pensar que puede tratarse de la representación del fallecido, de una divinidad, o de un sacerdote que observa la escena. La piel de los animales puede verse como un eslabón entre estos y los humanos. En la ropa de los primeros cretenses las pieles se mantuvieron como una vestimenta de culto por conservadurismo religioso.

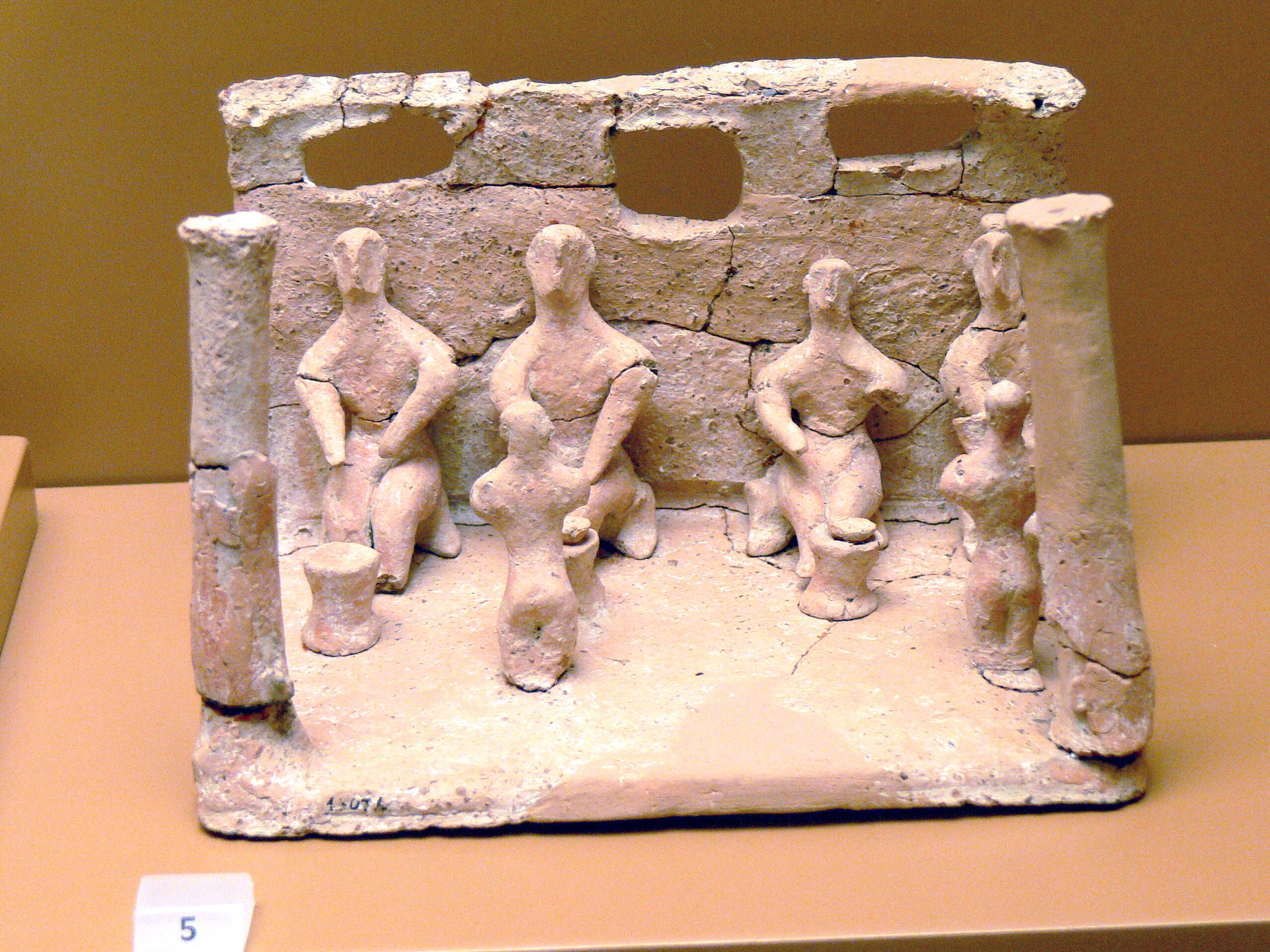
Representación de una entrega de ofrendas datada en el neopalacial (Festo)

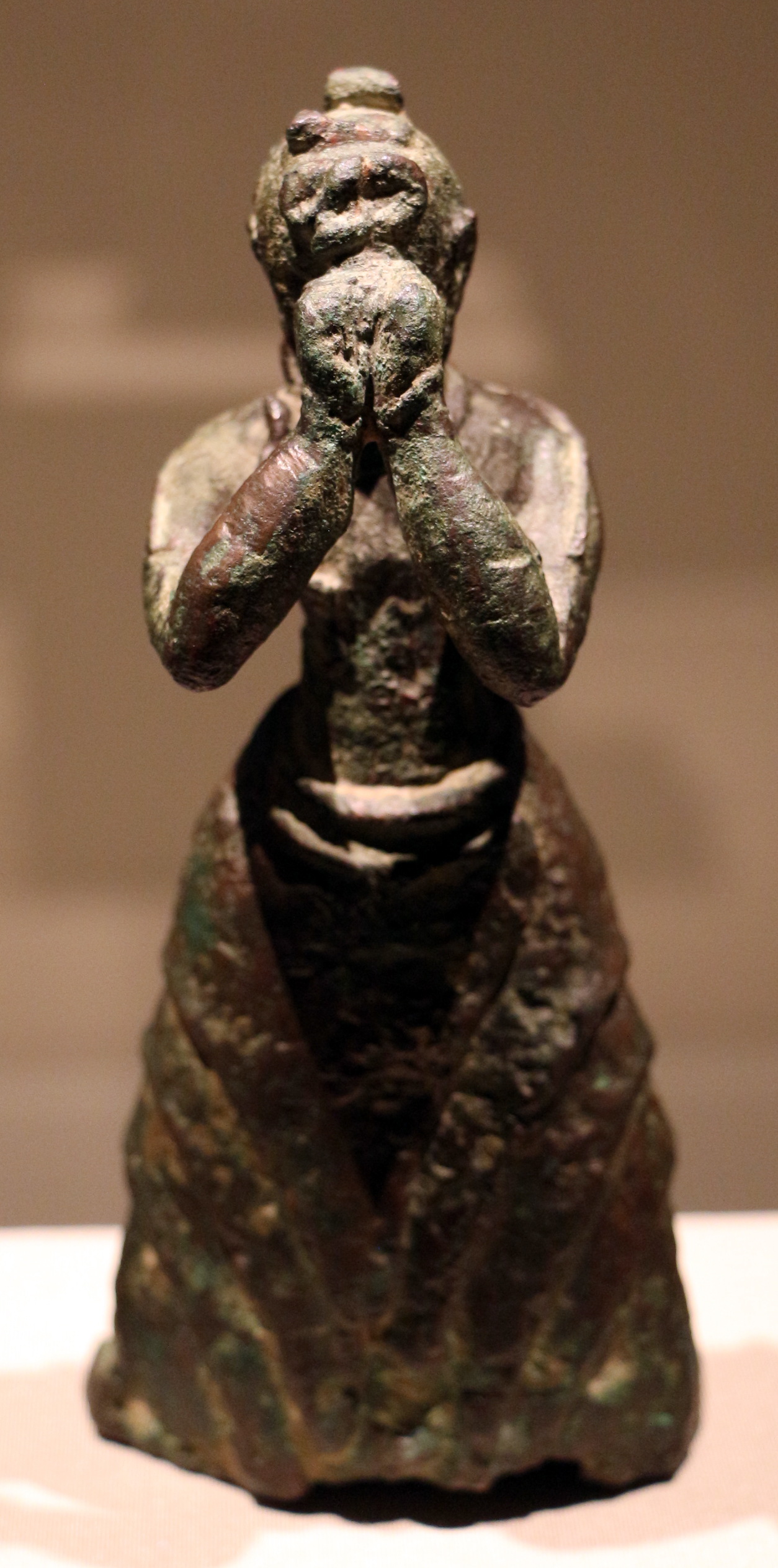
Estatuilla minoica de procedencia desconocida, que probablemente representa una mujer realizando gestos en algún ritual religioso. Museo de Arte de Cleveland.

Este tipo de acciones se retrataron en sellos encontrados en varios lugares, con algunas diferencias entre ellos en forma y estilo, como la forma curva de la parte superior del vestido y el retal que asciende desde la falda hasta el hombro. En el sarcófago vemos otro tipo de vestidos, como el del hombre que toca la lira y la mujer que porta los vasos con las ofrendas. Este traje les cubre todo el cuerpo, y cae en línea recta hasta el suelo sin pliegues, con una banda que parece de piel y que cuelga sobre los hombros de ambos. Los sacerdotes y los músicos llevaban vestidos aparentemente femeninos, sin importar su categoría. Esta práctica ha suscitado la creencia de que había eunucos en los palacios de Creta, ya que en un periodo posterior, en Anatolia, se encontró una clase similar de sacerdotes eunucos sirviendo a Atis y Cibeles.
Un fragmento de estuco de Cnosos muestra en su fachada y en la parte superior a dos personajes, cada uno envuelto en lo que parece un vestido blanco con una tela que cae desde sus hombros. En los sellos se pueden encontrar ropas similares, pero decoradas con líneas horizontales y oblicuas. A pesar de que el origen de estas vestimentas es dudoso, Evans cree que provienen de una influencia sirio-anatólica, mientras que Pierre Demargne cree que su origen es sirio.
Otra de las prerrogativas de los sacerdotes y las sacerdotisas era la oración. Durante las ceremonias al aire libre, se cree que los sacerdotes utilizaban una concha o tritón para amplificar sus voces. En un sello encontrado en los montes Dikti hay una sacerdotisa con un tritón en su boca delante de un altar, adornado con cornamentas sagradas decoradas con ramos. El exorcismo también formaba parte de las funciones de estas figuras, y su reputación para tratar enfermedades y dolencias llegó hasta Egipto. En un papiro egipcio del XIV a. C. se retrató un exorcismo minoico.

## Culto a los muertos

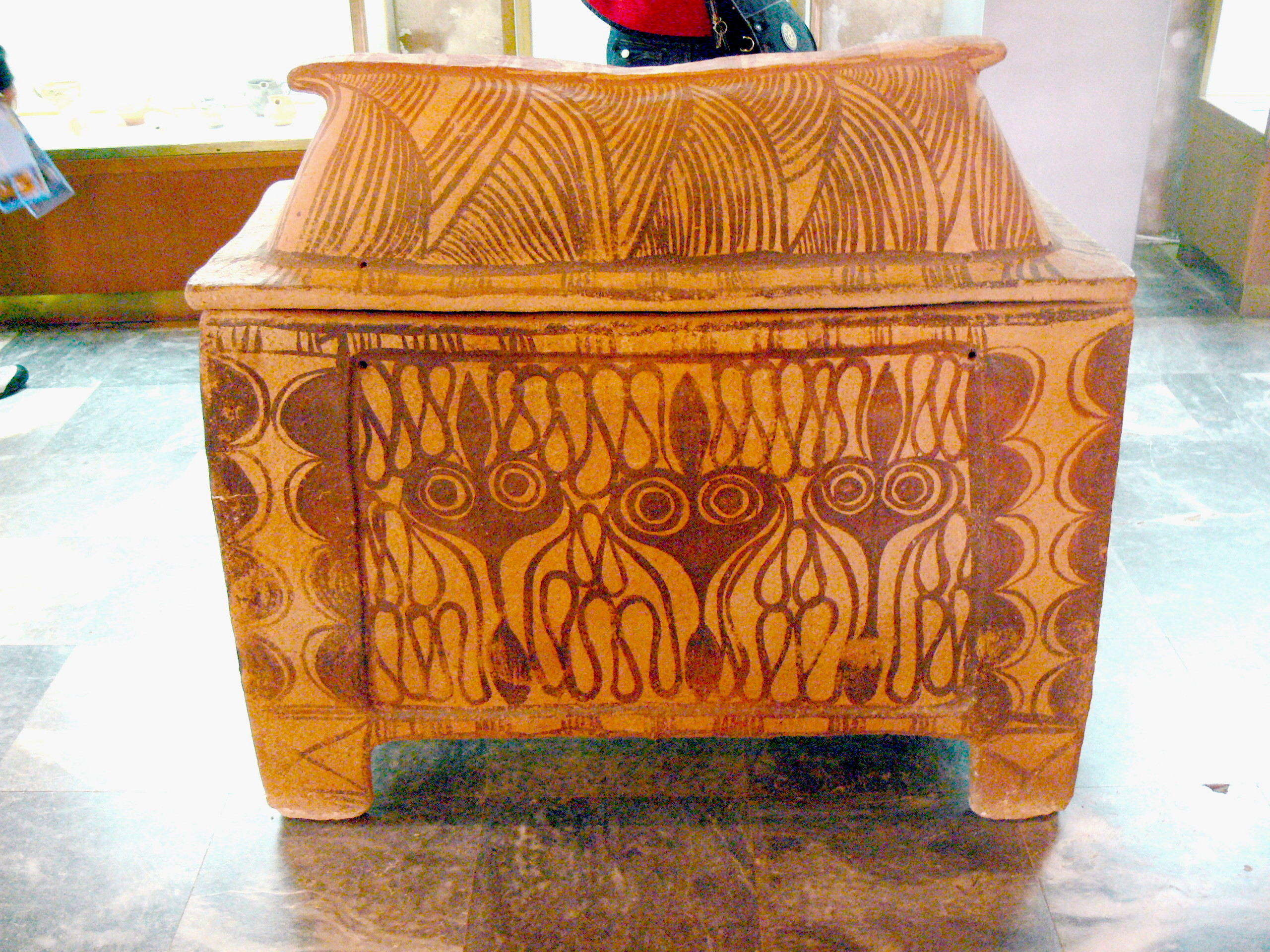
Larnax de Armeni, del periodo postpalacial

La creencia en la vida después de la muerte aparece en la cultura minoica desde el neolítico y el prepalacial. La inhumación fue la forma más popular de sepultura y la cremación no parece haber sido un medio muy empleado en la Edad del Bronce cretense. Se sabe muy poco sobre los rituales mortuorios o las etapas por las que pasaba el cuerpo antes de ser enterrado; sin embargo, se sabe que brindar durante el ritual era importante, dada la gran cantidad de vasos que se han encontrado en algunos túmulos.
Inicialmente hubo una tendencia a construir túmulos grandes en tholos, así como a la construcción de criptas en roca maciza. Sin embargo, con el tiempo, la tendencia cambió y predominaron los entierros singulares en pithos, vasijas grandes, y en recipientes de madera similares a sarcófagos. Estos estaban ricamente decorados con motivos típicos de los frescos y los vasos.

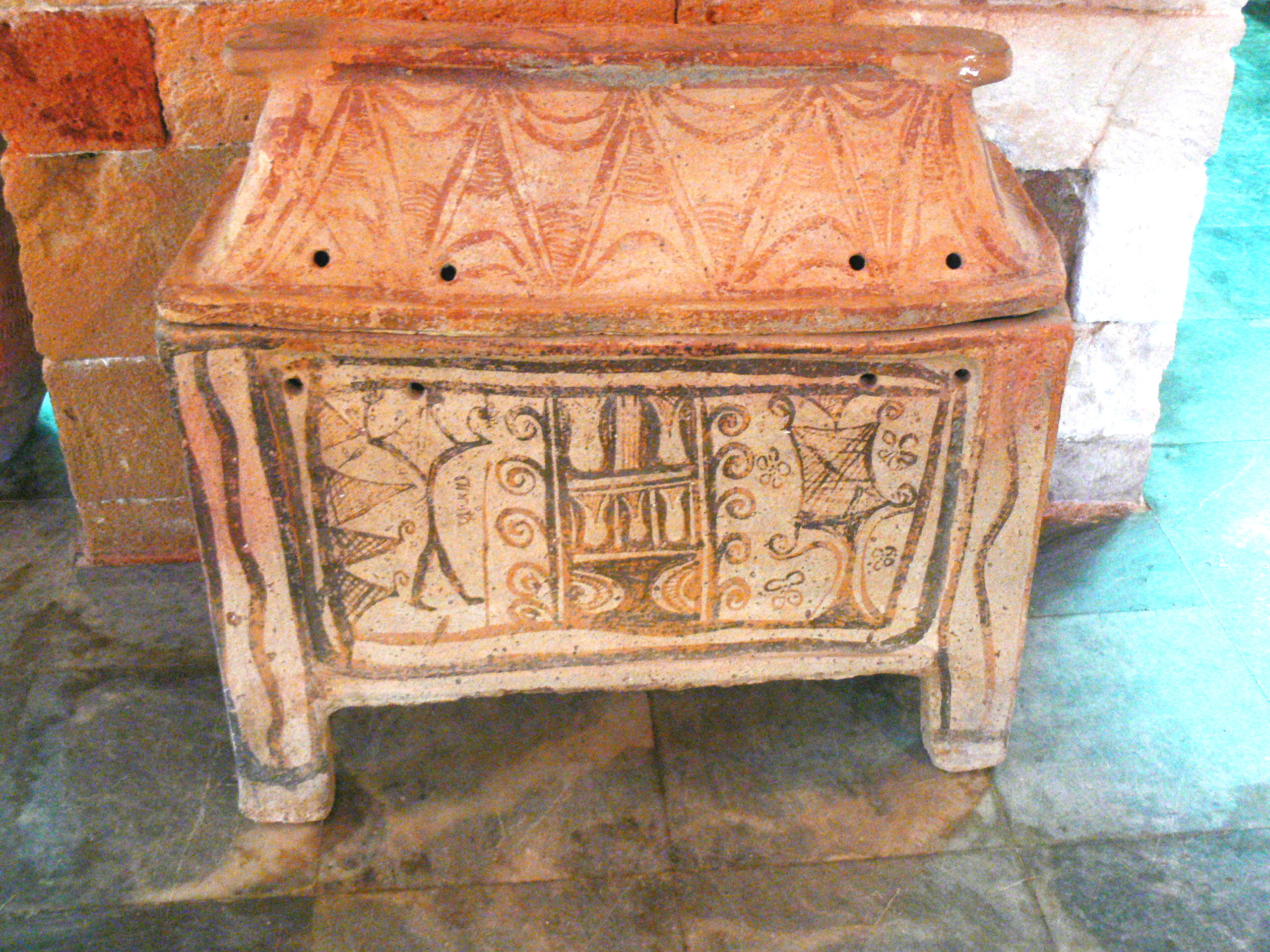
Sarcófago de Pigi, del periodo postpalacial

Junto a los muertos se depositaban, aparte de recipientes con alimentos, herramientas de uso diario como hojas de afeitar de obsidiana, hachas de piedra, molinillos, martillos y, posteriormente, armas de bronce, sellos y joyas. Desde el inicio del periodo prepalacial también se les enterraba con objetos rituales, como cernos de arcilla, vasos zoomórficos y estatuillas de diosas. La presencia de estos objetos se explica por la creencia de que el muerto, en su nueva vida, no tenía que tener solo sus objetos de uso cotidiano, sino ídolos que poder adorar. En los túmulos del Minoico Antiguo destacan los vestigios de hogueras muy intensas, lo que sugiere que estas formaban parte de los ritos funerarios.
Las evidencias más claras sobre el culto a los muertos proviene del final del periodo neopalacial. Las ofrendas se colocaban en lugares específicos fuera de las sepulturas y, probablemente, no todas eran colocadas el día del funeral, sino posteriormente en días específicos. Aparte de las típicas ofrendas de cornamentas sagradas también había vasos de libaciones. Estas ofrendas reflejaban la continuidad de los muertos con sus necesidades como vivos. Al lado de los túmulos se construyeron pequeñas cabañas de piedra, donde guardaban jarras de piedra o arcilla, datadas en fechas muy posteriores a los túmulos. Un objeto de arcilla encontrado en Kamilari, cerca de Festo, prueba que desde el inicio del periodo neopalacial era una costumbre realizar honores a los muertos; este objeto era la miniatura de un edificio rectangular que representaba una casa o un santuario, con su fachada encuadrada por dos pilares y con un grupo de cuatro personas en su interior, quienes están sentados en bancos separados, ante las mesas de ofrendas, mientras los portadores de vasos de libaciones entran en el edificio; dos de estos vasos se colocan sobre la mesa. Los muertos en cuestión, probablemente se transformaban en héroes o divinidades.
En las zonas donde había tumbas del periodo neopalacial se encontraron mesas para ofrendas, altares, alabastros y varios objetos religiosos. Los incensarios en los túmulos tuvieron un papel práctico, aparte de su significado ritual, ya que la humareda que salía al quemar las resinas aromáticas enmascaraba los olores de los entierros anteriores. Según Evans, los vasos que contenían carbón servían para «calentar a los muertos». Algunas de las sepulturas hechas en roca tenían el techo pintado de azul, probablemente como representación del cielo; se ha encontrado este mismo color en otros objetos funerarios y en sarcófagos de madera, que en ocasiones también eran pintados. En los túmulos de esta época se han encontrado pocas estatuillas, al contrario que en los que corresponden a la Grecia continental.

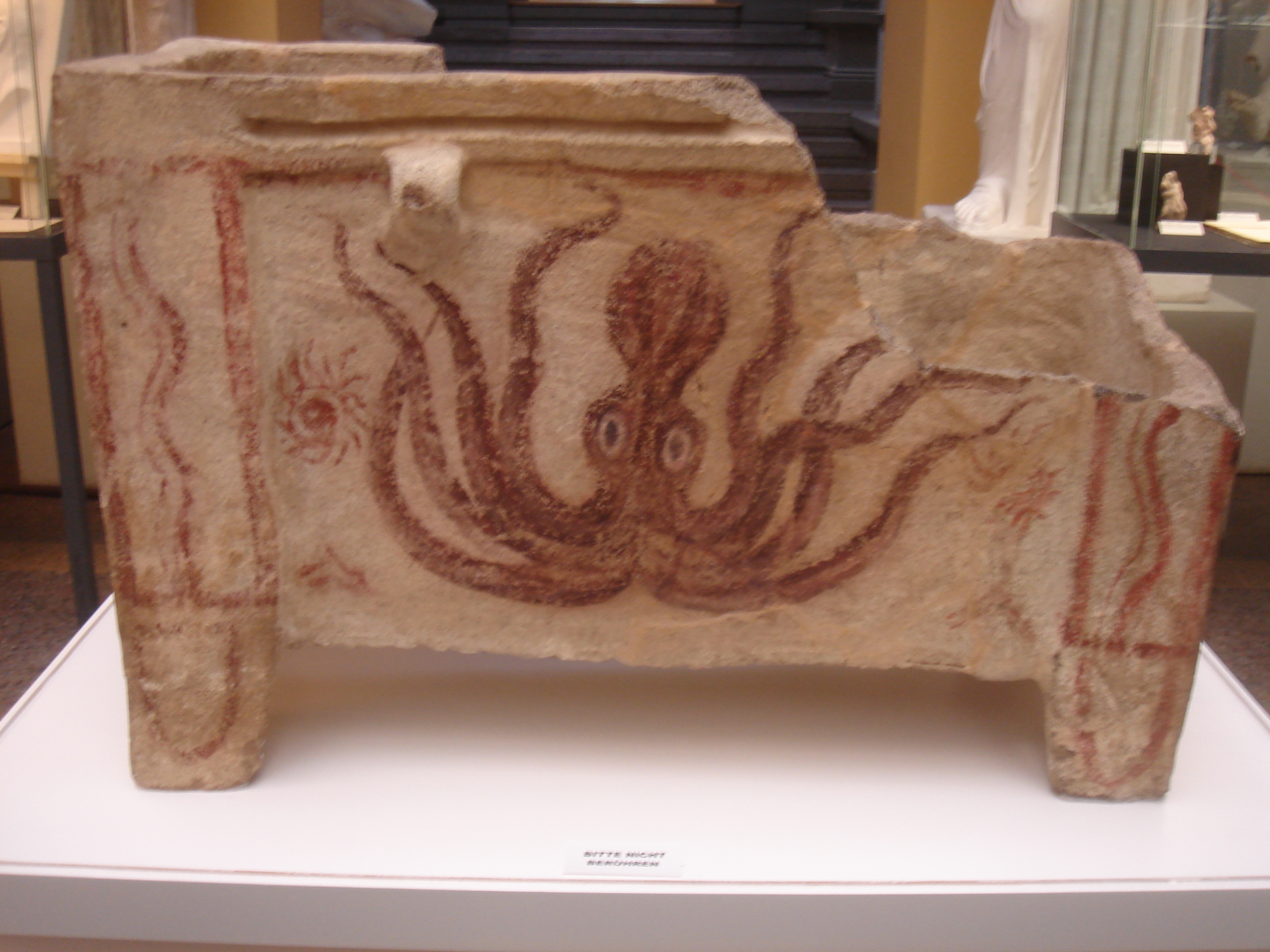
Larnax con motivos marinos

Algunos de los temas religiosos que aparecen en los sarcófagos confirman la conexión entre el mundo de los muertos y los dioses: las hachas dobles, cornamentas de consagración y los grifos que aparecieron en un sarcófago de Rusólakos; las cabezas de toros sobre un larnax de Episcopi, cerca de Yerápetra; un sacerdote con un vestido largo con líneas diagonales en Vatianos Campos; una figura con el cabello al viento que desciende desde el cielo para beber de una ánfora grande, sobre el larnax de Milatos, escena que puede referirse a una libación. A partir de estos descubrimientos se sabe que las representaciones son tanto para representar al muerto como a las divinidades.
El grado de honores parece corresponder al puesto ocupado por el fallecido durante su vida. Los personajes reales, considerados divinos durante la vida, recibieron honores iguales tras su muerte. Este hecho se ilustra en el sarcófago de Hagia Triada, en el que se observa dos tipos de ritual, uno dirigido a la divinidad y otro al fallecido, haciendo evidente que existe una estrecha relación entre ambos; la ceremonia para los fallecidos consiste en una procesión en la que participan hombres vestidos con pieles, que portan estatuas de animales y un modelo del caparazón de un barco a un personaje que está detrás de un altar y de una rama sagrada; por detrás de esta figura se puede ver lo que parece ser un santuario; el personaje al que se dirige la procesión está completamente vestido con pieles de animales y está en un nivel más bajo que los demás, dando la impresión de que está saliendo del interior de la tierra,, por lo tanto puede ser una representación del dios joven de la vegetación, que estaría identificado con el muerto que estaba en el larnax. Otra interpretación es que el difunto fue colocado en posición vertical para la ceremonia fúnebre.

### Campos Elíseos e Islas de los Bienaventurados
Un miembro de la procesión de la cara norte del sarcófago de Hagia Triada lleva un modelo de barco. Este objeto se ha interpretado como un signo de influencia egipcia. En Egipto se depositaban barcos reales en las tumbas de los reyes y modelos reducidos en las de los mortales, ya que creían que los muertos los necesitaban para su viaje hacia el más allá. Esto significa que los minoicos compartían esta creencia, lo que a su vez es la fuente de los Campos Elíseos, donde está Radamanto, hermano de Minos y rey de Creta. Como civilización marinera, los minoicos tenían una tendencia natural a situar su paraíso más allá de los mares, en los confines de la Tierra.
No está claro hasta qué punto consideraban posible la reencarnación de los muertos, después de que el alma dejara el cuerpo en la sepultura. La mariposa es considerada el símbolo del alma de los muertos y su aparición en un disco de oro de Micenas puede indicar que, al menos durante la época de influencia micénica, los egeos creían en la psicostasia, pesaje de almas, encontrada en Egipto. Se encontraron discos de pesaje en bronce en diferentes tumbas cretenses del minoico reciente, mariposas en un hacha doble de bronce de Festo y también sobre relieves pintados de un rey sacerdote de Cnosos. Las mariposas y sus pupas aparecen como símbolos de la resurrección en el anillo de Néstor. Este anillo representa, de acuerdo con Evans, escenas de la vida futura: una pareja se inicia en los misterios del otro mundo y aparecen ante la gran Diosa y un grifo sentados en un trono; esta iniciación es seguida por la resurrección y el retorno de la pareja a la vida. No se sabe si los minoicos creían en el castigo de los pecados con una vida futura llena de tormentos, el equivalente al infierno.
La cremación de los muertos fue introducida en Creta al final del período postpalacial o micénico. Esta nueva concepción y la simplificación del fenómeno de la muerte son probablemente debido a la influencia de elementos nórdicos relacionados con la cultura de los campos de urnas de Europa Central.

## Juegos y festividades

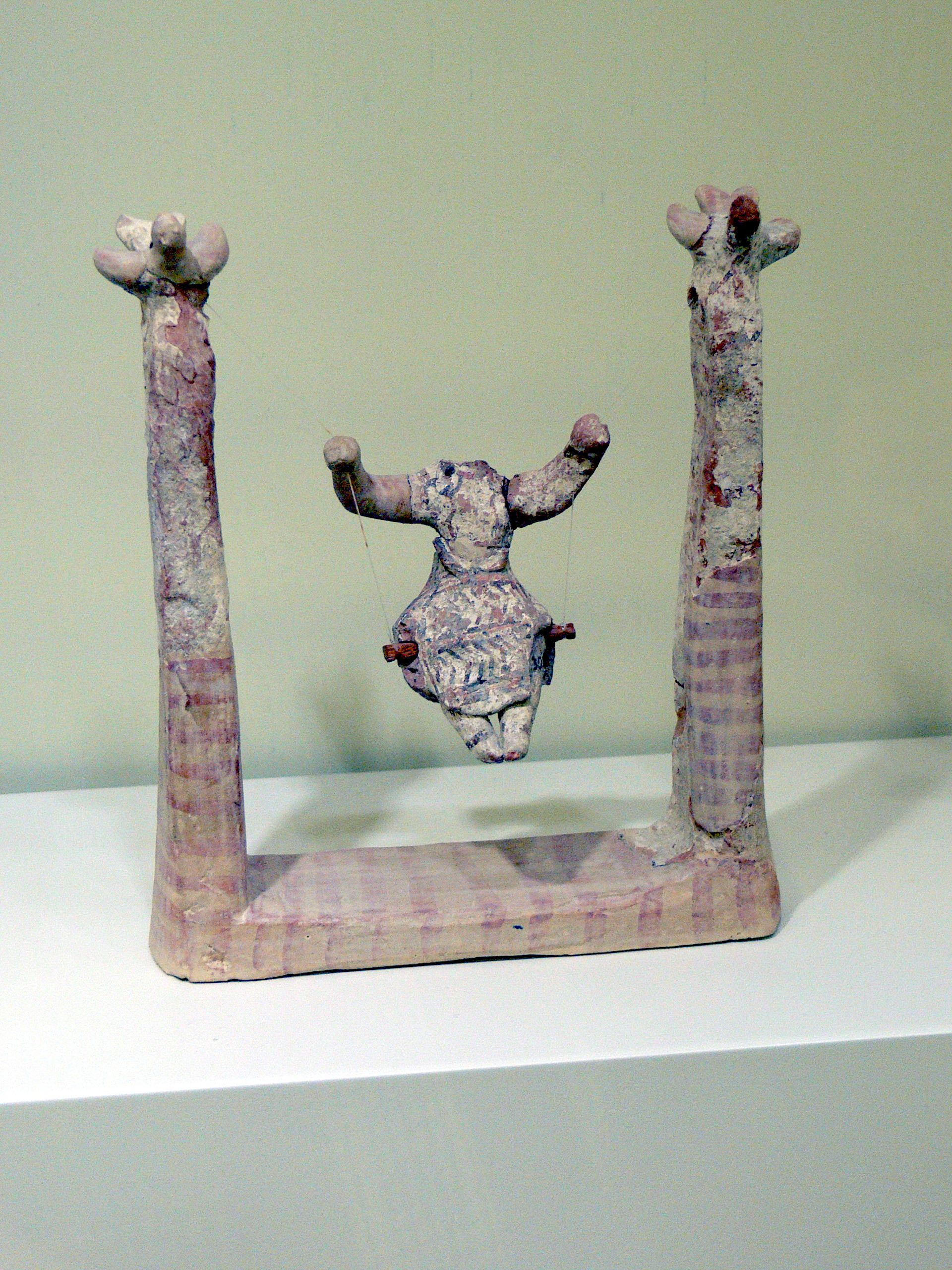
Mujer sentada en un columpio encontrado en Hagia Triada

Otra forma de adoración fue balancearse en balancines o cuerdas atadas entre árboles o postes. Se ha identificado esta práctica en otros contextos religiosos como, por ejemplo, los rituales de equilibrio realizados en la India y en algunas zonas rurales de la Grecia moderna. Un modelo de arcilla de Hagia Triada muestra a una mujer sentada en un columpio colgado entre dos pilares sobre los que hay palomas posadas.
No se sabe con certeza en qué días del año se celebraban las festividades minoicas. Sin embargo, si se compara con lo que se sabe sobre otras religiones antiguas, tales como la egipcia, se puede suponer que los minoicos celebrarían a principios de año el aniversario de grandes eventos míticos, como el nacimiento, la muerte y la resurrección de la gran Diosa.
Los juegos con toros, o taurocatapsia, también tenían carácter sagrado. Este tipo de escenas están representadas generalmente en frescos del palacio de Cnosos e inscritas en sellos en miniatura. Según Persson, estos juegos formaban parte del festival de primavera. En la taurocatapsia, el animal no era asesinado, aunque pudo haber sido sacrificado en una ceremonia religiosa posterior. Los jóvenes agarraban al animal por los cuernos y realizaban una variedad de acrobacias sobre el dorso del animal.

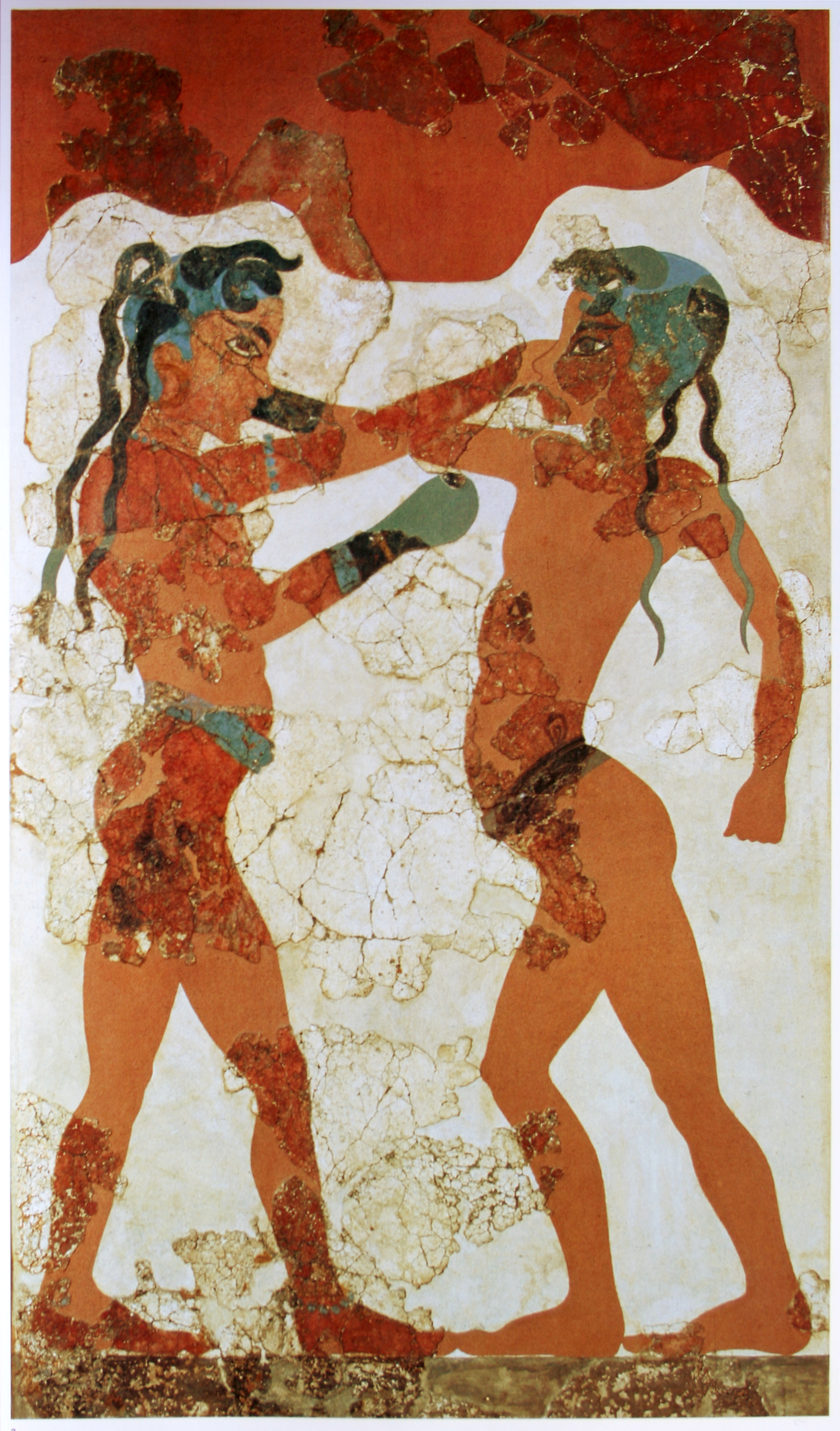
Jóvenes boxeando en un fresco en Acrotiri

El origen de esta práctica se remonta a los esfuerzos para capturar toros en las montañas de Creta. Sin embargo, las escenas que representan la verdadera captura de toros muestran a hombres llevando lanzas o redes, y los que participaban en esos juegos no estaban armados. Se han observado juegos similares durante el período clásico en Tesalia, en Esmirna, en Caria, y en Sinope, en la Paflagonia. Parece que hubo participantes de la Grecia continental, lo que posiblemente generó la leyenda del Minotauro.
Las festividades incluían otros eventos deportivos. Las escenas de pugilismo se retratan en un fresco de Tilos, aunque no se sabe si las luchas tenían algún carácter religioso. En Egipto se han encontrado una reproducción similar que conmemora la victoria de Osiris sobre sus adversarios.
Las procesiones eran otro aspecto de las celebraciones. En un ritón de Hagia Triada se puede ver una procesión relacionada con un rito agrícola, donde se observa a varios hombres involucrados en las tareas del campo. El carácter religioso esta indicado por la presencia de músicos y un sacerdote que toca el sistro. En otras procesiones, sacerdotes y sacerdotisas caminan silenciosamente adorando con vasos de libaciones.
El pueblo minoico estaba estrechamente relacionado con el mar, por lo que no es de extrañar que realizaran celebraciones sobre ello en los santuarios más cercanos al propio mar. Un anillo de oro encontrado en Mojlos muestra a una diosa en un viaje en barco, en el que también hay un pequeño altar y un árbol. Este árbol puede ser un árbol sagrado desraizado o una sugerencia simbólica de la diosa de la vegetación.

## Continuidad religiosa

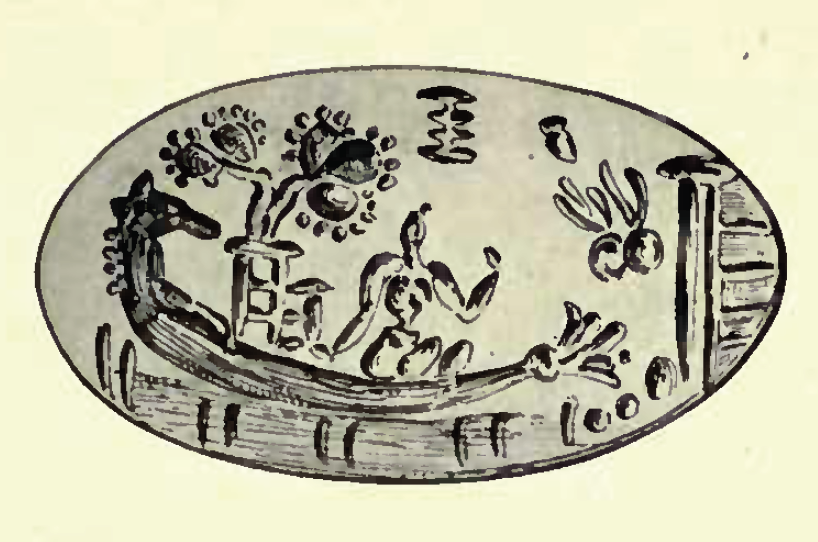
Representación del anillo de oro de Mojlos

Es probable que la religión minoica sobreviviese a la invasión griega y que se fundiese con su religión. Se han encontrado evidencias del culto minoico que se remontan al periodo micenico.
Esta continuidad se expresa en muchos de los ídolos encontrados, que mantuvieron durante muchos siglos la apariencia minoica. En Gazi se encontraron vestigios de ídolos del periodo subminoico, que probablemente se erigían en una plaza o en una pequeña sala cuadrada; también se encontraron mesas de ofrendas y vasos. El santuario de Karfí, datado del subminoico hasta el protogeométrico, revela objetos de culto e ídolos minoicos en los que sus pies fueron modelados de forma separada. En Prinias también se encontraron en forma de cencerros, que representaban serpientes, igual que los encontrados en Gurniá. En 1906 los arqueólogos italianos creían que los ídolos de Prinias databan del periodo arcaico y que fueron sucedidos por el periodo minoico y su datación.
Uno de los objetos de adoración que perduró a través de los siglos fue el cerno. El término cerno significa, de acuerdo con los autores griegos, un grupo de vasos de barro anexados a un pie central, donde se depositaban diferentes ofrendas, como frutas y semillas. Este objeto se transformó en el liknon (criba). Este objeto también se utilizaba en los misterios eleusinos. La complejidad de la forma de los cernos sugiere que existe una conexión entre las copias minoicas y las griegas. Los investigadores concuerdan en que difícilmente se había visto dos veces en el mismo lugar sin que hubiese una conexión.
La forma en que se construían los santuarios domésticos minoicos también sobrevivió durante el periodo arcaico. En Dreros, cerca de Olunte, existe un templo que refleja precisamente la fusión entre la religión minoica y la griega. Se trata de una pequeña sala rectangular de 11 metros de largo por 7.20 metros de ancho con una entrada que da al norte; en su centro se erige un pilar de medio metro de altura, que seguramente tenía una mesa de ofrendas a su alrededor, ya que se descubrieron ídolos minoicos en el lugar. La supervivencia de la tradición minoica es evidente, pero los dioses que se adoraban en este lugar eran los griegos Apolo, Artemisa y Leto.

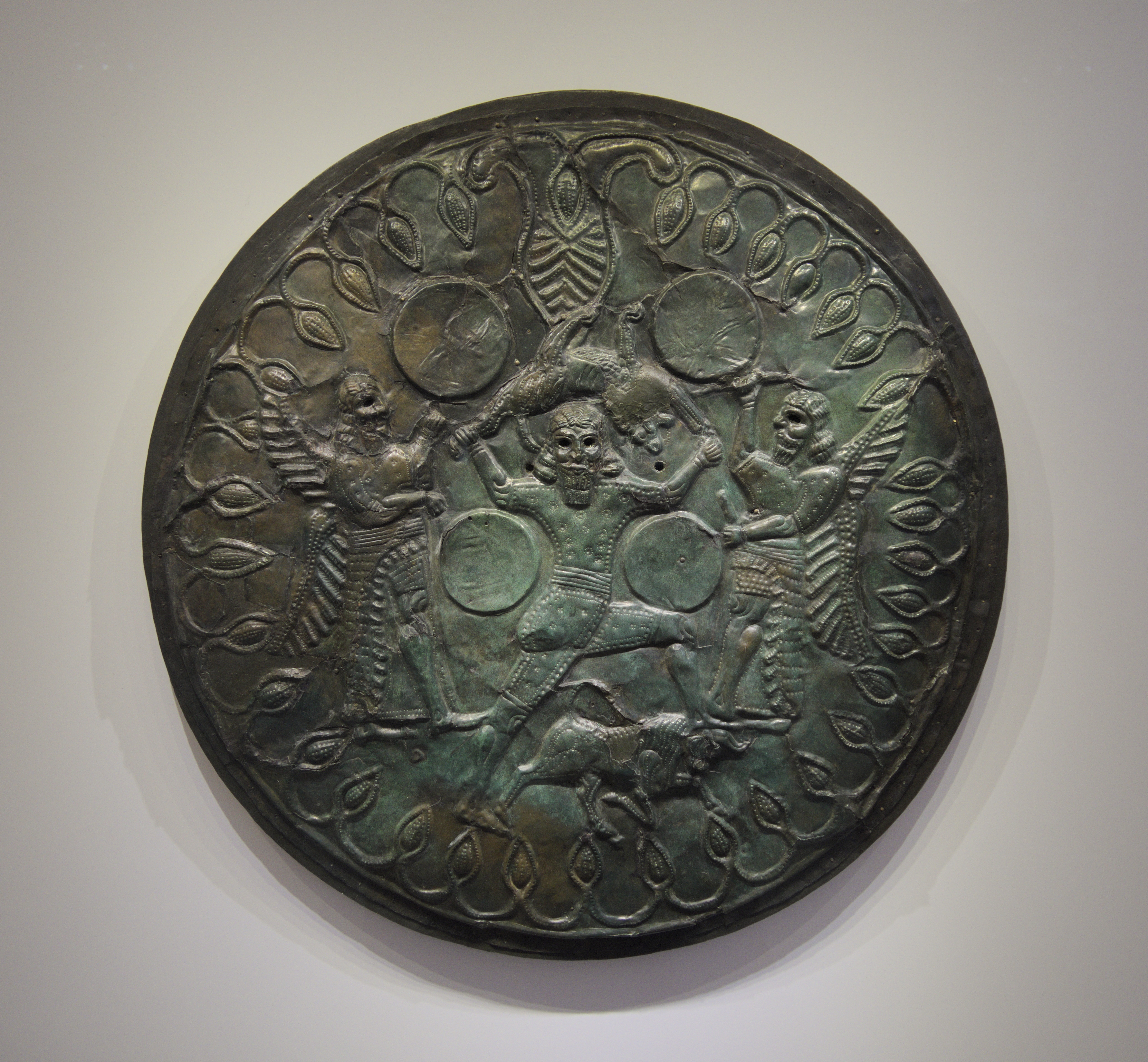
Escudo de bronce del periodo geométrico. Zeus (en el centro) cercado por curetes que batean tambores

En otras zonas de Creta los lugares de culto están hechos como reminiscencias de los minoicos. Al sur de Rodas, en una zona habitada en el siglo VI a. C., los arqueólogos daneses descubrieron en 1908 un santuario que reunía grandes similitudes con el de las hachas dobles de Cnosos.
Al final del periodo minoico las grutas y las cuevas se consideraban lugares de culto, aunque algunas de estas, como la de Kamares, en el monte Ida, ya habían sido abandonadas a finales del periodo minoico. En el mismo monte se encontró también una cueva dedicada a Zeus que comenzó a ser frecuentada en el mismo periodo. La cueva de Psicro, donde cuenta la mitología que fue criado Zeus, es la más rica de todas las cavernas de Creta; fue ocupada desde el periodo de auge minoico hasta el periodo geométrico. Arkalojori es un ejemplo de esas cuevas utilizadas para la adoración que, tras el final del periodo minoico, dejó de ser usada.
Estas cuevas son ejemplos de lugares de culto abandonados después del período minoico, mientras que en otros, el culto persistió a pesar del fin de la cultura minoica. En la cueva Patsos, en las laderas occidentales del monte Ida, se ha encontrado cerámica minoica, así como una inscripción mencionando a Hermes. La cueva de Ilitía parece haber sido usada después del período minoico, ya que Homero la menciona en la Odisea; parece que fue usada hasta el período romano, si se constata la veracidad de los fragmentos de cerámica romana e incluso lámparas cristianas encontradas.

## Legado en la Antigua Grecia

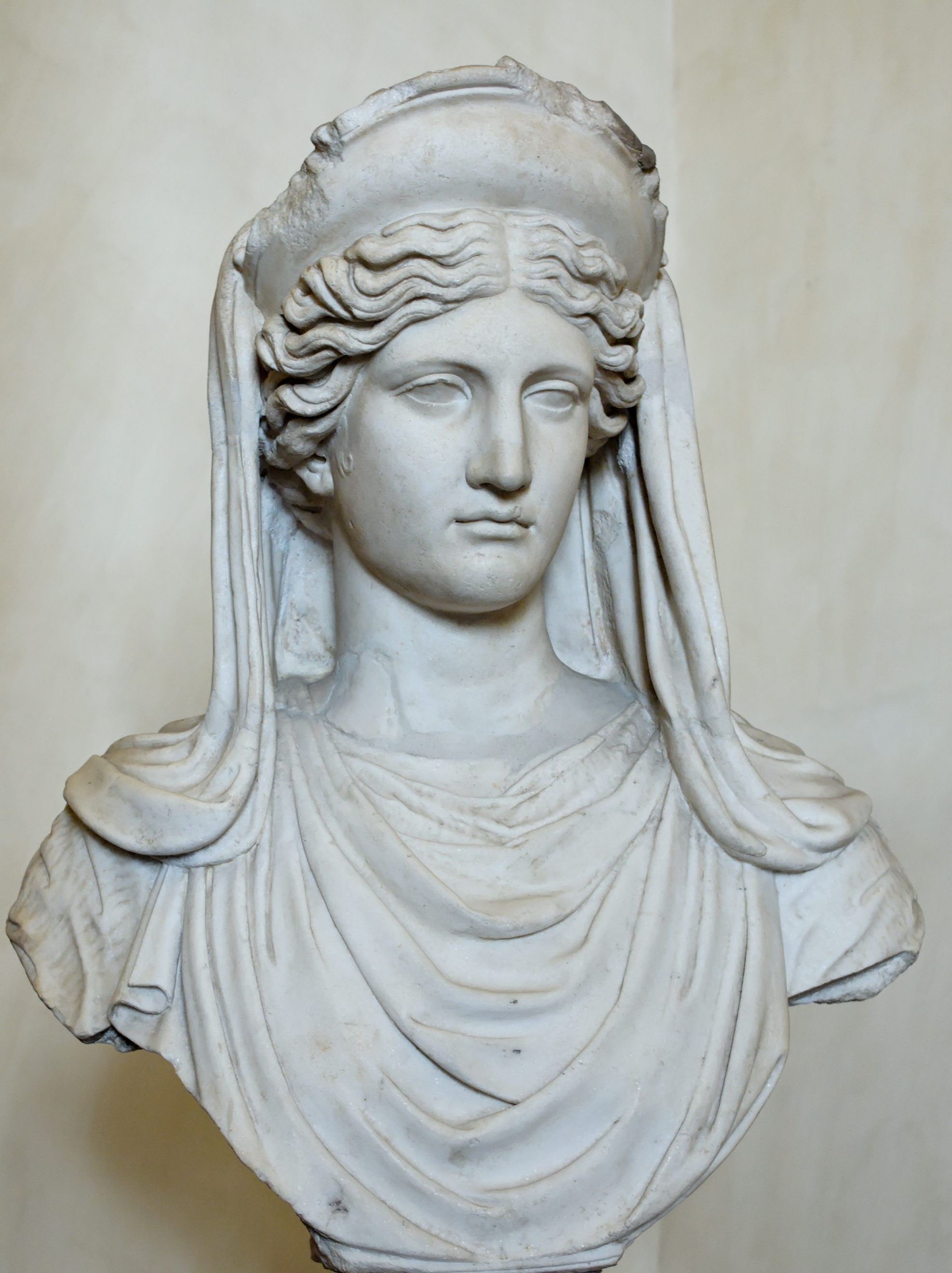
Busto de Deméter

Muchos de los símbolos de la diosa madre se asociaron con las diosas de la Grecia clásica, como Atenea, que heredó las serpientes y las cualidades de guerrera, Ilitía el parto, Artemisa las bestias salvajes, Afrodita las palomas y Deméter las amapolas. También heredaron los leones en la adoración a la diosa Cibeles, en Asia Menor, y se puede afirmar que hay gran afinidad entre la diosa minoica y las poderosas divinidades femeninas de esta zona. La frigia  Cibeles, madre de Ida; Ma, madre de Atis, y en Éfeso Artemisa fueron conocidas en tiempos griegos y romanos, pero hay cultos similares en tiempos muchos más remotos. En la aldea de Arinna, durante el primer periodo Hatti, era adorada una poderosa diosa solar y guerrera, con emblemas como el león, la pantera y la paloma.
Los dioses del Olimpo (Zeus, Poseidon, Apolo, Hades, etc.) parecen extranjeros para el pequeño panteón de la religión minoica, dominado por divinidades femeninas. Sin embargo, esos dioses indoeuropeos, en algunos casos eran tratados como dioses más antiguos y, en Creta, Zeus fue identificado como el joven dios, a quien llamaban Kouros (niño) o Zeus Velcano. Se creía que nacía y moría cada año, igual que la diosa madre. Otros hijos divinos, los supervivientes de la religión prehelénica, fueron Lino, Pluto o Erictonio, y Dioniso. En las tablillas en lineal B de Cnosos y Pilos, el panteón de los tiempos clásicos parece estar muy avanzado. Aparecen nombres que se han identificado con Hera, Atenea, Zeus y Poseidón en las tablillas. La explicación es que los aqueos tenían una religión politeísta, nacida de la fusión de sus propios dioses con los de los prehelénicos. De acuerdo con Diodoro de Sicilia, Creta exportó sus dioses por todo el mundo conocido.

### Zeus
Hesíodo describe el nacimiento de Zeus en su Teogonía, en la que cuenta como Rea, para salvar a su hijo, es conducida hasta Licto, en Creta, donde dio a luz a Zeus y luego lo entregó a Gea, que lo escondió en una cueva. Todas las historias atribuidas a la infancia de Zeus en Creta son un indicio de creencias y prácticas muy antiguas, dejando claro que los minoicos estaban ligados a la adoración de un dios íntimamente más viejo que el Zeus de Hesíodo. La exploración de la cueva de Psicro por David George Hogarth, a finales del siglo XIX, demostró que las tradiciones sobre el nacimiento de Zeus podrían estar vinculadas a este lugar. En la cima de la cueva, bloqueado por muchas piedras, se identificó un altar de sacrificios y muchas hachas dobles, cuya presencia parece estar ligada al propio dios.

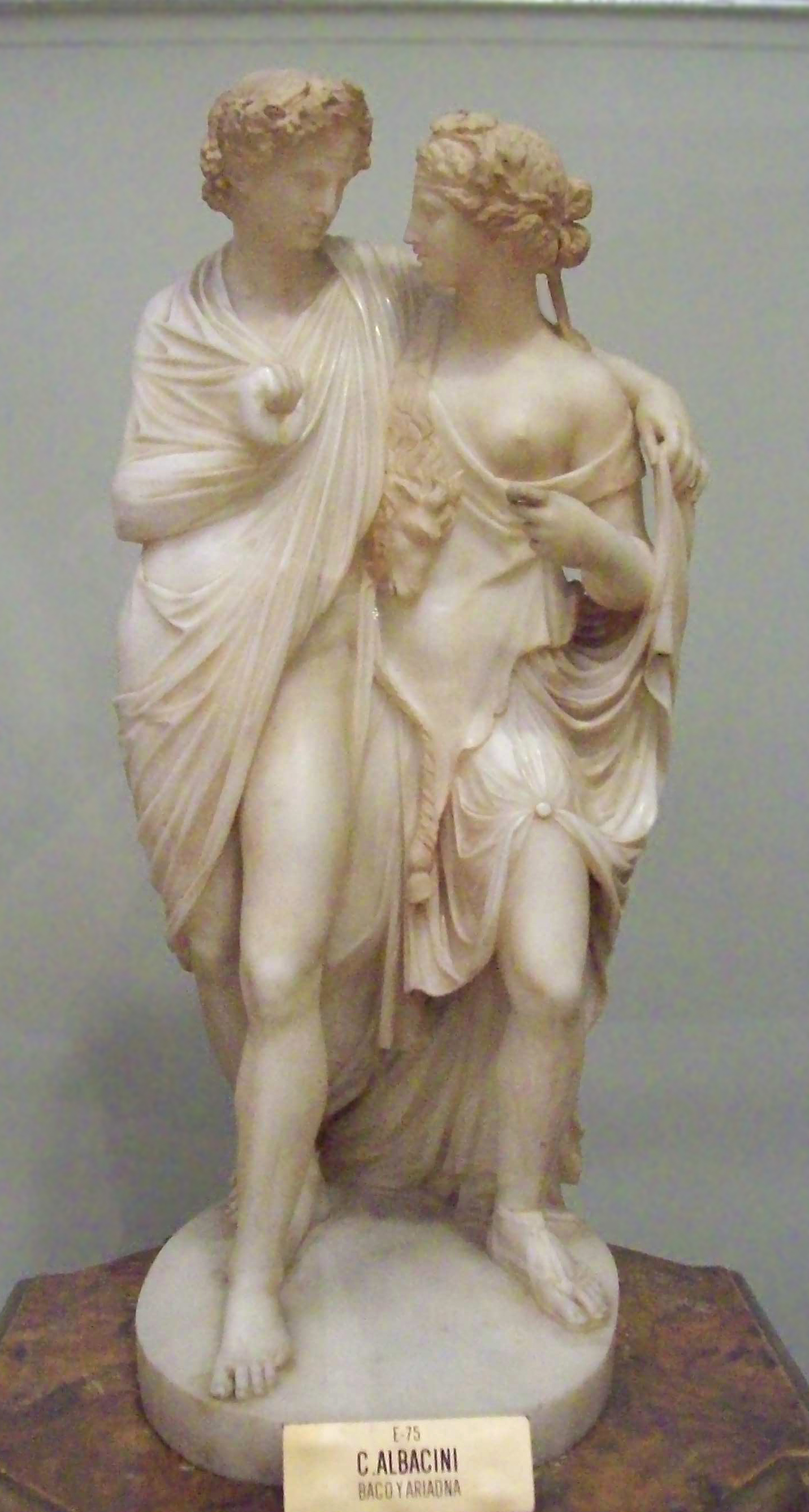
Escultura de mármol de Ariadna y Dioniso

### Britomartis
Se cree que el culto de Britomartis era de origen minoico. Su nombre significa "dulce virgen" en minoico y su culto persistió mucho tiempo después del período minoico en muchas ciudades cretenses, como Dreros, donde fue adorada con el nombre de Britomarpis, que parece ser la variante cretense del nombre. Además, en la mitología, está asociada con Minos, de quien escapó para no casarse con él, y se escondió en una cueva en Egina, donde fue adorada bajo el nombre de Artemisa en el templo de Afaia.

### Dictina
Dictina es probablemente una descendiente de la gran diosa minoica. Como Artemisa, Dictina fue una diosa de los campos, las montañas y la caza. Su culto no se limitaba a Creta y fue adorada en otros lugares como Atenas y Esparta en períodos muy posteriores al minoico. Fue así como se descubrieron monedas de Creta, de la época de Trajano, en las que se representaban Curetes, sentados en una piedra, alimentando a un Zeus niño. Su culto fue celebrado especialmente en Dictinaion, entre Cidonia y Falasarna, donde se erigió un templo para adorarla, cuya estructura fue utilizada en obras públicas en toda Creta durante la ocupación romana.

### Deméter
Según Homero, Deméter llegó a Grecia desde Creta. Se dice que esta diosa fue abrazada por Yasión en un campo arado. Esta unión representa la conexión con el ciclo de la vegetación presente en la religión minoica. Los atributos de Deméter, que son serpientes, animales, árboles y amapolas, pueden ser vistos como testigos del origen de la diosa. Además, el nombre de la diosa aparece en un anillo dórico del siglo III. En Cnosos, hasta el siglo I o II, Perséfone fue considerada como una virgen. La presencia de estas dos diosas son nombres que nos recuerdan a la gran Diosa minoica. Diodoro de Sicilia escribió que los misterios de Eleusis llegaron desde Creta y que fueron enseñados pública y secretamente en Cnosos. Cuando Diodoro dice que los dioses se encuentran en el mundo cretense, toma el ejemplo de Deméter, cuya culto en Creta para adentrarse en el Ática, tuvo que llegar antes a Sicilia y Egipto.

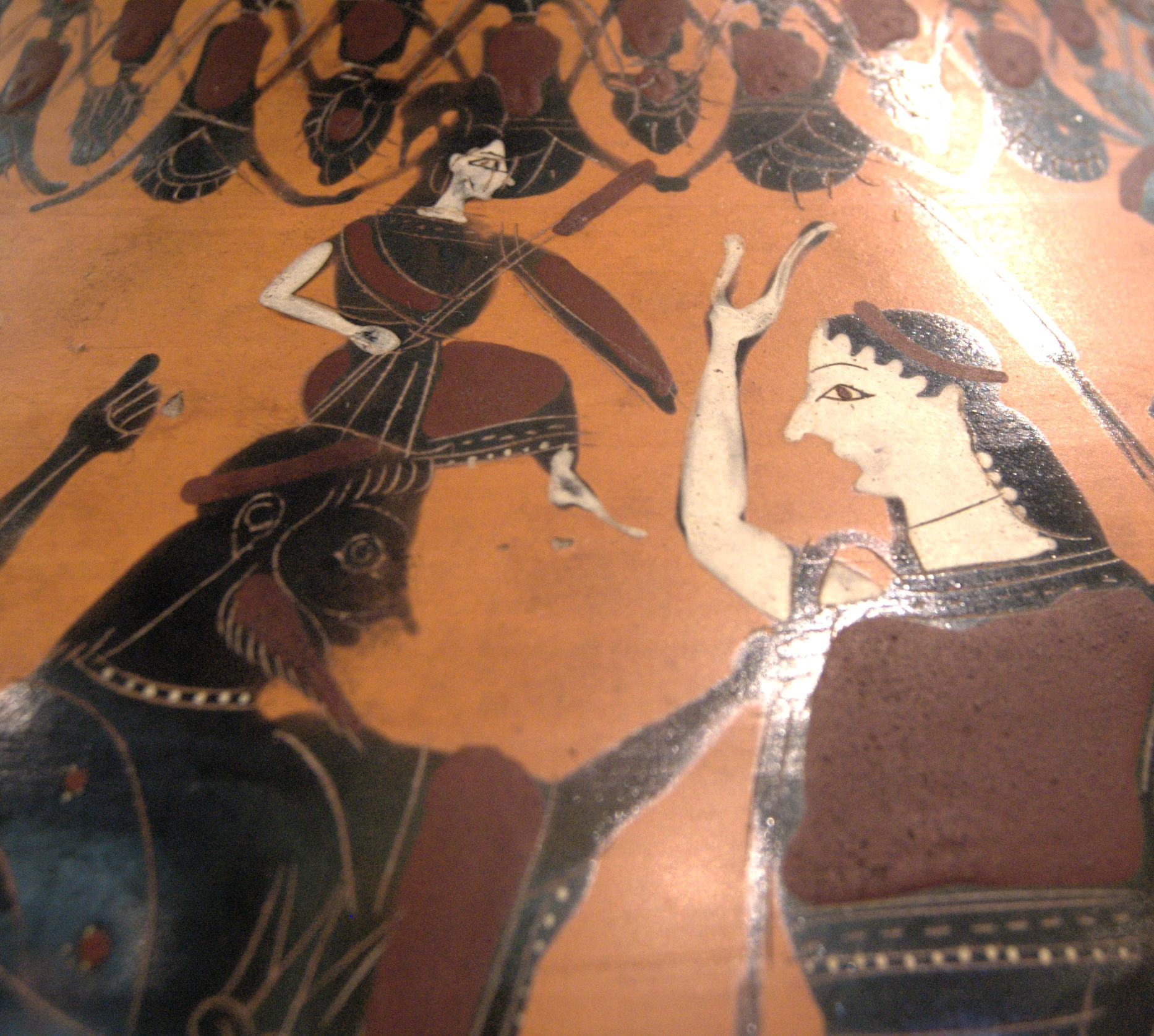
Ánfora donde se ilustra el nacimiento de Atenea de la cabeza de Zeus, junto a Ilitía

### Ariadna
Ariadna está obviamente ligada a Creta a través del mito de Teseo y el Minotauro. Sin embargo, Nilsson observa que ninguna otra heroína murió de tantas maneras diferentes, y que esto solo puede explicarse por un culto de la muerte de Ariadna. Los festivales de Ariadna en Naxos se asemejan a los cultos a la vegetación, bien conocidos por las religiones orientales, pero ausentes en la religión de la Grecia clásica. Sin embargo, en las religiones orientales, los cultos son a un dios en cuestión, mientras que en Naxos es a una diosa. Su muerte se celebraba cada año, consecuencia de la cultura del renacimiento anual. Esta forma divina no es griega u oriental, pudiendo haber sido heredada directamente de las tradiciones minoicas.

### Ilitía
Ilitía era la diosa del parto. Homero relata en la Odisea cómo ella ayudó a Leto a dar a luz a Apolo en Delos. También se refiere a la cueva de Ilitía en Amnisos, lo que podría significar que la diosa deriva de una divinidad y un culto minoico más antiguo. Esta cueva fue usada para la adoración, desde el neolítico hasta la época romana. El culto a esta diosa fue difundido en Grecia, en Creta y en muchos otros lugares. Su nombre, no siendo indoeuropeo, podría venir directamente de la lengua antigua minoica.